# Lambesc
Lambesc est une commune française, située dans le département des Bouches-du-Rhône en région Provence-Alpes-Côte d'Azur.
Situé au cœur de la Provence, au pied de la chaîne des Côtes et à l'est du massif des Alpilles, le village du même nom conserve un patrimoine historique et culturel : l'église Notre-Dame-de-l'Assomption, la chapelle romane Sainte-Anne de Goiron du XIe siècle située sur le plateau de Manivert, un musée d'art local et archéologique, etc. Le caractère particulier du village et la beauté de ses sites proches du Luberon attirent de nombreux touristes.
Ses habitants sont appelés les Lambescain(e)s ou parfois antérieurement Lambesquais.

## Géographie

### Situation
Lambesc est situé :

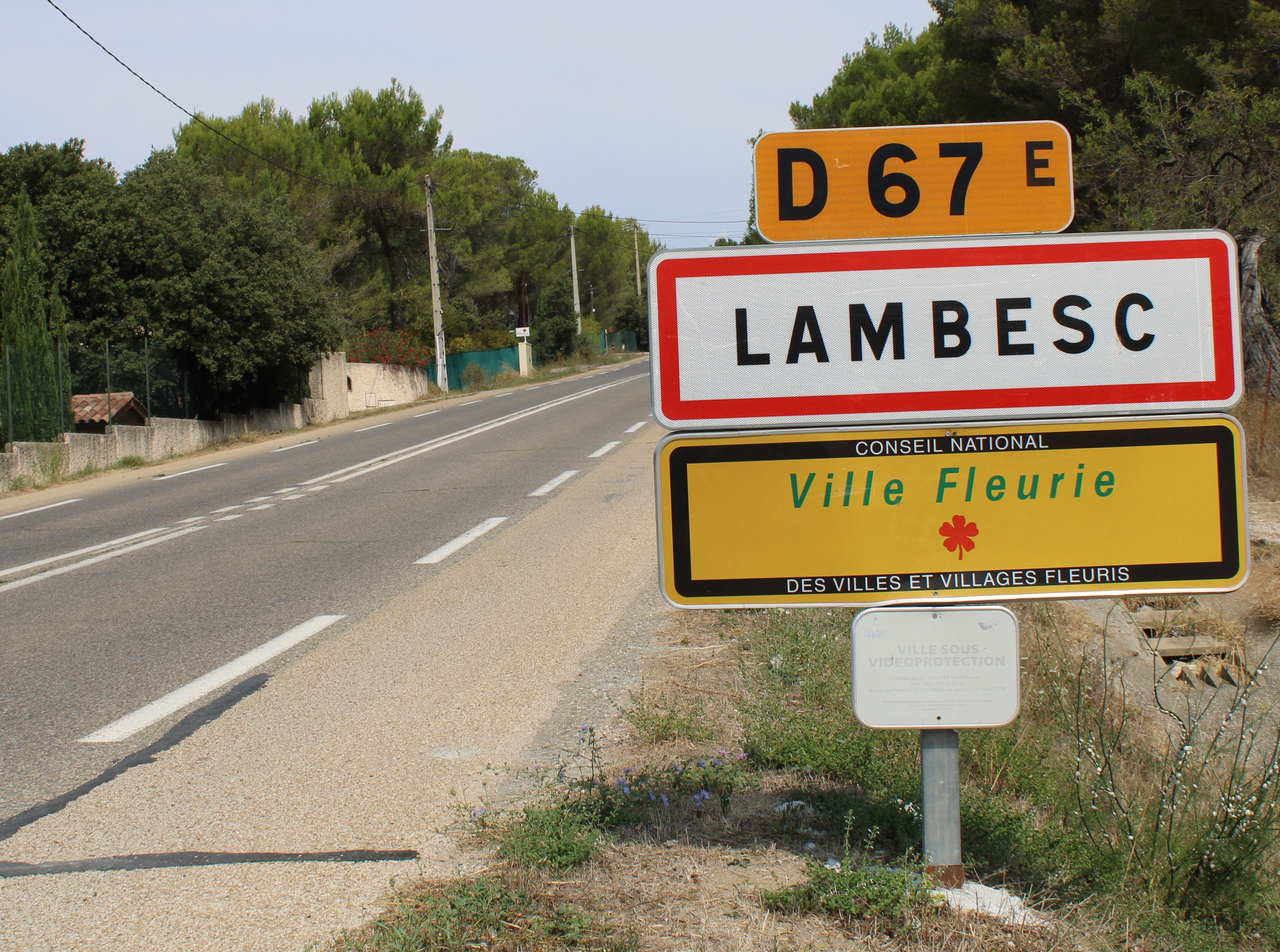
Entrée de la commune.

- sur un coteau du massif de la Trevaresse, à 1,5 km du canal de Marseille, qui sort au niveau du Croignes, d'un tunnel de 4 km de longueur ;
- à 20 km d'Aix-en-Provence et 30 km de sa gare TGV ;
- à 15 km de Salon-de-Provence ;
- à 30 km de Marignane et de l'aéroport Marseille-Provence ;
- à 40 km de Marseille ;
- à 60 km d'Avignon.

Il est relié à La Roque-d'Anthéron par le col de Sainte-Anne.
| Vernègues Aurons | Charleval    | La Roque-d'Anthéron |
| Pélissanne       | Lambesc      | Rognes              |
| La Barben        | Saint-Cannat |                     |

### Géologie
Au nord, la chaîne des Côtes culmine à 494 m. Elle prolonge le massif des Costes qui se situe à l'ouest : Aurons et Vernègues.
Plus à l'est, apparait la chaîne de la Trévaresse, reliefs calcaires des Préalpes de Provence. Elle est entamée par la vallée de la Touloubre (Salon-de-Provence).
Autour du village, les plaines sont fertiles grâce à l'irrigation et aux nombreux ruisseaux ; on y cultive le blé, la vigne et l'olivier.

### Hydrographie
À l'origine, Lambesc était traversée par quatre rivières : le Lavaldenan, l'Estagnol, la Concernade et la Touloubre, dont seule la dernière conserve aujourd'hui un débit notable.
La zone aquifère du village fournit une vingtaine de sources, à divers niveaux d'assèchement : sources du château de Calavon, et de Libran, de Beauchamp, de Toulouzan, de Chapuis, de la Font d'Arles, des Viviers, de La Gramme, de Regarde-Venir, de Saint-Michel, de Fontvive, de Bois-Vert, du Moulin Blanc, de Saint-Suffren, trois au nord-ouest de Bonrecueil, du château de Calavon, de Gréau et de Mondésir et une au sud-ouest du Château des Taillades.

### Climat
Pour des articles plus généraux, voir Climat de Provence-Alpes-Côte d'Azur et Climat des Bouches-du-Rhône.
En 2010, le climat de la commune est de type climat méditerranéen franc, selon une étude du Centre national de la recherche scientifique s'appuyant sur une série de données couvrant la période 1971-2000. En 2020, Météo-France publie une typologie des climats de la France métropolitaine dans laquelle la commune est exposée à un climat méditerranéen et est dans la région climatique Provence, Languedoc-Roussillon, caractérisée par une pluviométrie faible en été, un très bon ensoleillement (2 600 h/an), un été chaud (21,5 °C), un air très sec en été, sec en toutes saisons, des vents forts (fréquence de 40 à 50 % de vents> 5 m/s) et peu de brouillards.
Pour la période 1971-2000, la température annuelle moyenne est de 14 °C, avec une amplitude thermique annuelle de 16,7 °C. Le cumul annuel moyen de précipitations est de 631 mm, avec 6 jours de précipitations en janvier et 2,2 jours en juillet. Pour la période 1991-2020, la température moyenne annuelle observée sur la station météorologique de Météo-France la plus proche, « Salon-de-Provence », sur la commune de Salon-de-Provence à 13 km à vol d'oiseau, est de 14,7 °C et le cumul annuel moyen de précipitations est de 594,1 mm. 
La température maximale relevée sur cette station est de 43,4 °C, atteinte le 28 juin 2019 ; la température minimale est de −18,5 °C, atteinte le 12 février 1956,,.
Les paramètres climatiques de la commune ont été estimés pour le milieu du siècle (2041-2070) selon différents scénarios d'émission de gaz à effet de serre à partir des nouvelles projections climatiques de référence DRIAS-2020. Ils sont consultables sur un site dédié publié par Météo-France en novembre 2022.

## Urbanisme

### Typologie
Au 1er janvier 2024, Lambesc est catégorisée petite ville, selon la nouvelle grille communale de densité à 7 niveaux définie par l'Insee en 2022.
Elle appartient à l'unité urbaine de Lambesc, une unité urbaine monocommunale constituant une ville isolée,. Par ailleurs la commune fait partie de l'aire d'attraction de Marseille - Aix-en-Provence, dont elle est une commune de la couronne,. Cette aire, qui regroupe 115 communes, est catégorisée dans les aires de 700 000 habitants ou plus (hors Paris),.

### Occupation des sols
L'occupation des sols de la commune, telle qu'elle ressort de la base de données européenne d’occupation biophysique des sols Corine Land Cover (CLC), est marquée par l'importance des forêts et milieux semi-naturels (49,5 % en 2018), en diminution par rapport à 1990 (51,4 %). La répartition détaillée en 2018 est la suivante :
forêts (30,3 %), milieux à végétation arbustive et/ou herbacée (19,2 %), cultures permanentes (18,4 %), zones agricoles hétérogènes (12,6 %), terres arables (11,2 %), zones urbanisées (8,3 %). L'évolution de l’occupation des sols de la commune et de ses infrastructures peut être observée sur les différentes représentations cartographiques du territoire : la carte de Cassini (XVIIIe siècle), la carte d'état-major (1820-1866) et les cartes ou photos aériennes de l'IGN pour la période actuelle (1950 à aujourd'hui).

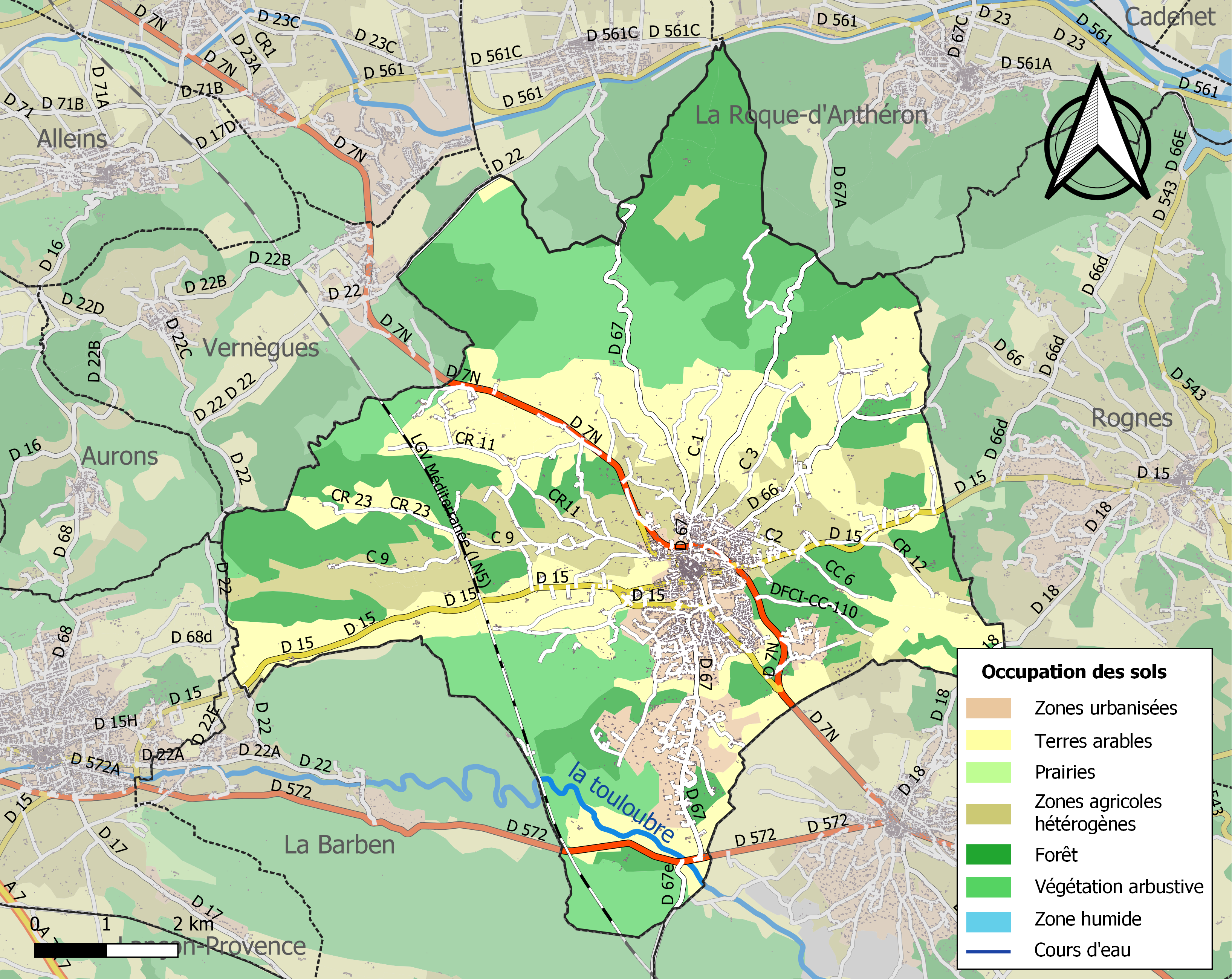
Carte des infrastructures et de l'occupation des sols de la commune en 2018 (CLC).

### Voies de communication et transports
En voiture :
Sa position sur la nationale 7, appelée D 7n depuis le transfert de sa propriété au conseil départemental, fait de Lambesc un lieu au carrefour des principaux sites touristiques.
En train :
- depuis Paris, l'est, le nord et l'ouest : par TGV jusqu'à la gare d'Aix-en-Provence TGV, puis navette autocars ;
- autres : par train corail ou TER jusqu'à la gare d'Aix-en-Provence.

En avion :
Aéroport Marseille-Provence, puis navette autocars direction Salon-de-Provence, ou taxi (20 kilomètres).

#### Transports en commun
La commune est principalement desservie par les lignes 240, 241 et 152 du réseau Pays d'Aix mobilité qui permettent de relier notamment Aix-en-Provence. Elle est également desservie par la ligne 52 du réseau Libébus qui permet de rejoindre Salon-de-Provence.

### Risques naturels et technologiques

#### Risque sismique
Selon le décret du 22 octobre 2010, défini dans le code de l'environnement, Lambesc est dans une zone sismique IV (4) correspondant à une zone de sismicité moyenne. À Lambesc s'est produit, le 11 juin 1909, le séisme à la plus grosse magnitude jamais mesuré en France, soit 6.2,.

## Toponymie
C'est en 814 que la cité est désignée pour la première fois sous le nom de villa Lambisco, du suffixe ligure -iscum et peut être pré-latin -lam-b-, "montagne", puis Lambisco (en 965-977) pour enfin prendre son terme de Lambescho vers 1200.
La particularité de sa dénomination est le fait que « Lambesc » a toujours été orthographié en langue d'oc provençale, bien qu'Arnaud d'Agnel l'ait francisé en « Lambès », en 1477.

## Histoire

### Le Néolithique
À l'ouest de Lambesc, et à moins de 500 mètres au nord de l'ancien lit du ruisseau de la Concernade, a été localisé lors des travaux de la LGV Méditerranée un petit habitat du Néolithique moyen avec présence de trous de poteau. Un vallon, à proximité, a délivré en 1995, des traces d'occupation dès le Néolithique ancien et jusqu'au bronze ancien (foyers, fosses, matériels lithiques) puis le site est réoccupé jusqu'au Bronze final IIIb (structure funéraire de type tumulus, un moule de fondeur et un petit habitat) avant d'être abandonné définitivement à l'âge du Fer.

### La protohistoire
L'occupation du territoire actuel de Lambesc est attestée par la présence de peuplement celto-ligures (Saluvii) salyens et par la tribu des Tritolii, qui a laissé une multitude de sites (oppidum, établissement de plaines, lieux de cultes etc.) et d'indices qui témoignent aussi de la multiplicité des échanges avec les Étrusques, les Grecs de Massalia notamment, les autres tribus de la fédération salyenne, voire les Ligures et les Romains. L'archéologie a permis de déterminer que Lambesc était déjà occupé dès l'âge du bronze et l'âge du fer. On trouve aussi bien des habitats de hauteur (oppida) que des établissements ouverts, ce qui révèle entre autres la diversité des sols cultivés et le développement d'activités métallurgiques. Ils y auraient aussi fondé un marché, qui prit le nom de « Oppidum Amboliacense », où venaient s'approvisionner les Grecs de Massalia (Ier et IIe siècles av. J.-C.). Mais les animosités pérennes, et quelques conflits violents entre Grecs de Marseille et son arrière-pays indigène vont aboutir à l'appel des Marseillais en faveur de l'intervention romaine contre les autochtones. En 124 av. J.-C., les Romains de Fulvius Flaccus occupent tout le territoire et l'intègrent dans la province de Gaule narbonnaise. Ce qui reste d'une partie de l'armée salyenne, son roi Toutomotulus et ses chefs prennent la fuite et trouvent refuge chez les Allobroges. Les Romains matent le dernier mouvement de révolte salyen dans la région en 90 av. J.-C..

### La période gallo-romaine
Après la pacification, Rome distribue aux vétérans des légions des terres, ou colonies, pour les exploiter avec les derniers Salyens rescapés de la guerre. Ils fondèrent un établissement (vicus ?) sur l'emplacement d'un temple élevé à Mercure. Il subsiste à Saint-Estève, les vestiges d'une exploitation rurale gallo-romaine, ainsi que pour un autre établissement, organisée et fondée sur l'exploitation agricole du Grand Verger. Ce dernier se décompose en une pars urbana et une pars fructuria. Ce site a été occupé dès le Ier siècle av. J.-C. et jusqu'au Xe siècle. Cela dit, on trouve un peu partout dans la campagne lambescaine de nombreux sites (établissements agricoles, villae, nécropoles, etc.) et indices de sites (dépôts d'amphores, dolia, nombreuses céramiques, etc.).
On sait que la population gallo-romaine de Lambesc vénérait une divinité topique des eaux. En effet, à proximité d'une ancienne source, auraient été retrouvées trois dédicaces à Iboïte. L'une d'elles serait celle d'une M(...) Amoena, affranchie de Pompeia, une autre d'un Sextus Pompeius Theophilus, affranchi de Proculus et la dernière de Decimus Ratius Bassus, affranchi de Decimus, ainsi que le dieu Mercure dont une dédicace a été trouvée sur un autel en calcaire à l'est de la commune. Dans ce même secteur, une dédicace aux divinités tutélaires a été découverte : « Sextus s'est acquitté de son vœu envers les Suleviae de bon gré et à juste titre ».

### Le Moyen Âge

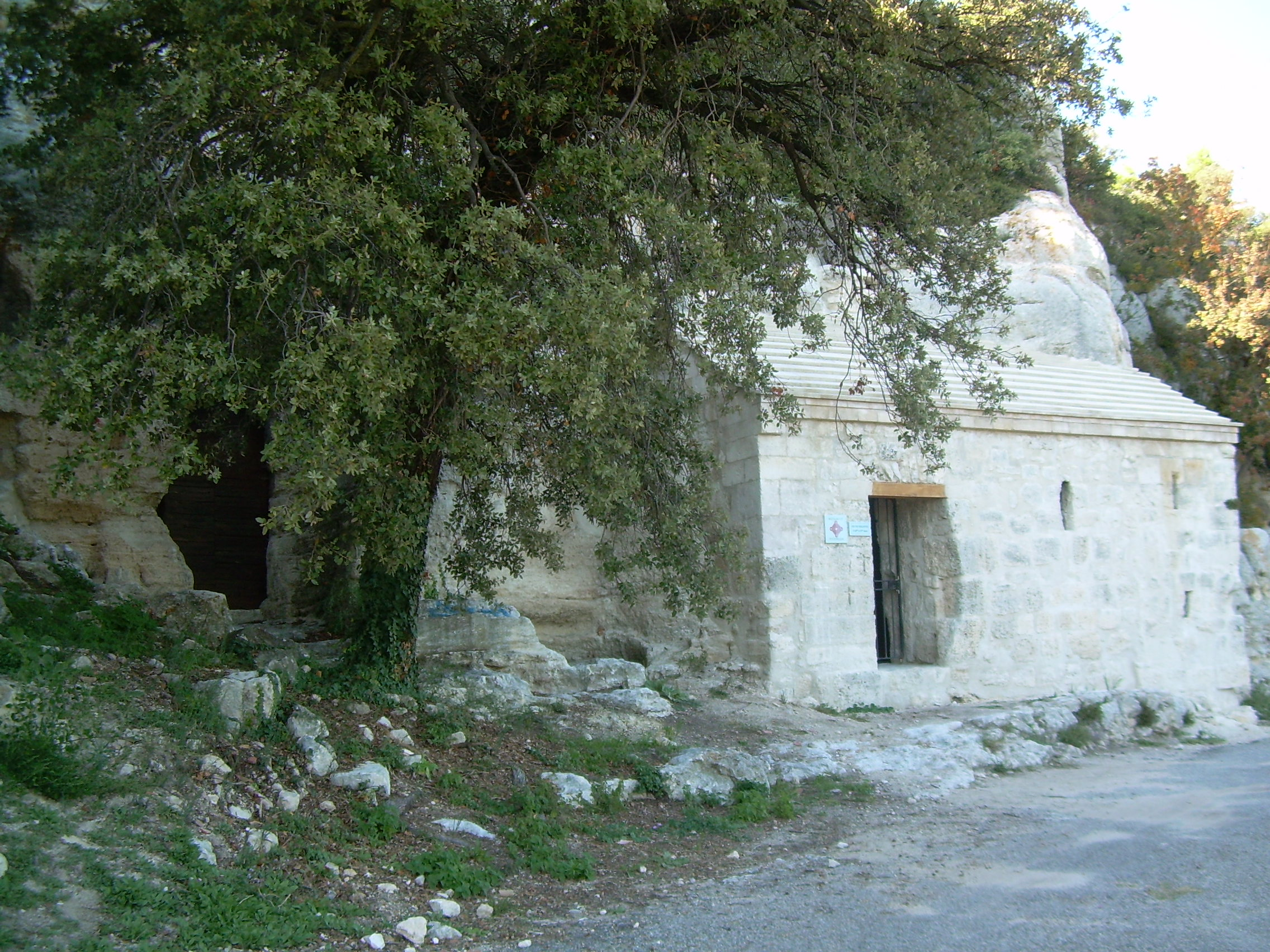
Hermitage de Manivert.

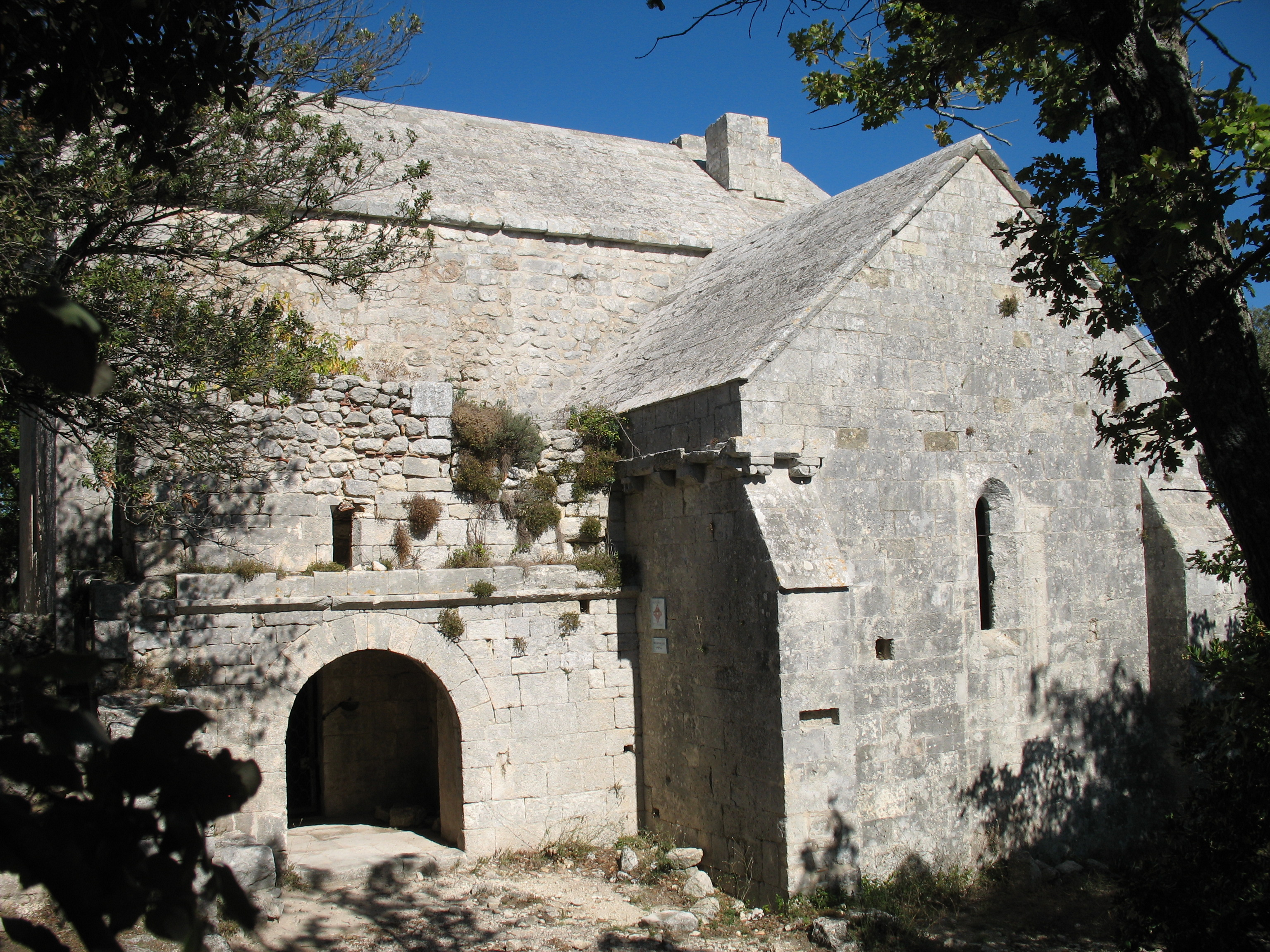
Chapelle Sainte-Anne.

À l'est de Lambesc, au quartier de Saint-Peyre : Podium Amboliacense, subsistent les ruines d'une chapelle médiévale. La chapelle Saint-Pierre est édifiée sur les ruines du temple de Mercure par Eldrad en 810 fils du premier seigneur de Lambesc : Ardrad. San-Peyre est mis à sac par Raymond Bérenger IV en 1222 ; un nouveau Lambesc naîtra...
Le polyptyque de Wadalde (fin 813) mentionne la présence de la villa Lambiscum au IXe siècle autour de Lambesc. Elle appartient à l'Église de Marseille puis se retrouve plus tard dans le patrimoine de Saint-Victor de Marseille. La villa Lambiscum possède 22 colonicae. Elle fait partie des trois villae qui possèdent le plus grand nombre de terres incultes (ou colonicae apstae, Lambesc n'en a que 7 sur 22). Chaque colonica est occupée par un colon et sa famille, en limite des terres fertiles.
Au XIe siècle, les communautés rurales dans la région de Lambesc se multiplient. Elles sont placées sous protection privée. Ainsi se dessine l'organisation d'un monde rural en petites unités topographiques, où les chapelles sont privées et dépendent des familles locales. La chapelle Saint-Jean-de-Valbonnette, à Lambesc, est donnée en 1048 au clerc André - de même que celle de Sainte-Anne de Goiron - et est confirmée à Saint-André-de-Villeneuve en 1143 et 1178... Vers 1050, Bermundus et Balda de Lambesc sa femme donnent des terres à l'abbaye de Lérins à l'occasion de l'entrée de leur fils au monastère. La famille de Lambesc concerne Jean Lautrus et ses quatre fils, Amalricus, Logerius époux d'Odoara, Ugo Bermundus époux de Balda et Poncius époux de Scocia. À cette époque cette famille constitue la plus puissante famille laïque locale.
Au XIIe siècle, l’abbaye Saint-André de Villeneuve-lès-Avignon était propriétaire de l’église Saint-Jean dans le vallon de Valbonette, qui lui permettait de percevoir des revenus. Cette église-prieuré fut vendue à l’abbaye de Silvacane à la fin du XIIe siècle.
En 1142, Peire de Lambesc reçoit en fief de l'archevêque Raimon, en contrepartie de l'abandon de ses droits sur Salon, les castra de Vernègues et d'Avallon. Il doit ainsi prêter un serment de fidélité qui l'oblige explicitement à l'hommage, à l'aide (« servicium »), à une albergue de vingt chevaliers et à la reddibilité des deux castra sur simple requête de l'archevêque.
En 1143, le Castrum Barbentum appartient à Pierre de Pontevès, seigneur de Lambesc.
En 1205, Pons de Lambesc attaque le prieuré de Dane. Il prend plusieurs moulins et détourne les droits à son profit, avant de faire amende honorable en 1209.
En 1216, Pierre Augier (seigneur d'Eyguières en 1221) fait partie du groupe de chevaliers qui ramène Raimond-Bérenger V, d’Aragon en Provence. En 1222, en pleine reconquête de son comté, ce dernier fait détruire les châteaux de Roquemartine et de Lambesc par ses armées.
Après 1298, Sibille Rostaing (dite « de Balb »), dame de Clans, épousa Jean de Revest, seigneur de Lambesc, apparenté aux seigneurs de Gréolières.
À la fin du XIIIe siècle, Bernard Amat (originaire du Dauphiné) et son épouse Madeleine étaient seigneurs du Puyvert et de La Roque-d'Anthéron et coseigneur de Lambesc, de Puget et de Lauris. Jusqu'au XVe siècle, la famille Amat et leurs héritiers se transmettront leur fief de Lambesc. Ce furent Jacques Amat et Catherine de Moustiers qui demeurèrent jusqu'au début du XVIe siècle, (co-)seigneurs de Lambesc, du Puget et de Lauris.
Le 6 mai 1324, le notaire d'Aix, Antoine Pautrerii, originaire de Barcelonnette, fut témoin à Aix de l'acte de location des droits comtaux de Lambesc.
En 1328, le chevalier Pierre de Lambesc, viguier de Nice (en 1333), servit le duc de Calabre en Campanie. Le chevalier Hugues Estienne fut aussi coseigneur de Lambesc. Son fils, Bertrand, avait été baile de Barcelonnette en 1358.
En 1358, les seigneurs Philippe de Lambesc et Pierre d'Alamanon suivis des seigneurs de La Roque-d'Anthéron pillent le monastère de Silvacane. La mort de la reine Jeanne Ire ouvre une crise de succession à la tête du comté de Provence, les villes de l’Union d'Aix (1382-1387) soutenant Charles de Duras contre Louis Ier d'Anjou. Le seigneur de Lambesc, Isnard de Pontevès, se rallie aux Angevins en 1385, après la mort de Louis Ier. La communauté des habitants était également favorable aux Angevins, seul le curé s’est montré carliste. Celui-ci, Geoffroy Boutin, organise même un complot pour livrer Isnard de Pontevès et quelques notables du lieu aux carlistes en 1383. Ses adversaires sont magnanimes et il est seulement privé de sa cure.
Un acte du 14 décembre 1399 passé à Roquefort (13) précise que noble Bernard de Lambesc est seigneur usufruitier des châteaux de Roquefort et de Cassis, procureur d’Odon de Villard, comte d’Avellin, seigneur de Roquefort et de Cassis.
Au Moyen Âge, dominant la vallée de La Concernade, la petite ville de Lambesc a été édifiée sur un promontoire rocheux (actuelle place de l’église). Auparavant, sur ce promontoire siégeait le castrum local enceint par les lices qui s’étendaient approximativement sur les secteurs de l’actuelle place du XVe corps et sur l’emplacement de l’actuelle mairie.
Du château ne subsiste plus aujourd'hui qu'une tour (IXe siècle) intégrée à l’église paroissiale Notre-Dame de l'Assomption (1700-1741). Cette église succède à Notre-Dame-de-la-Rose (XIIIe siècle). Elle est l'œuvre de Jean Vallon, auteur avec son frère Laurent, de la nef Notre-Dame-de-l'Espérance de la cathédrale Saint-Sauveur d'Aix-en-Provence.
La toponymie locale évoque le « quartier des Vilains », là où vivait semble-t-il la partie la plus pauvre de la population du castrum de Lambesc. C’est sur cette butte (place de l’église, place Jean-Jaurès, place du Castellas) et sur ses proches marges que se développe la vieille ville. Ce n’est que vers la fin du XVe siècle et le début du XVIe siècle que les premiers faubourgs se créent à l’extérieur des vieux remparts, notamment à l’ouest, en deçà du Grand Chemin, où vont se développer, entre autres, les auberges et autres cabarets de la ville.
Baronnie, puis Principauté sous Louis XIV, la cité s'illustra en jouant un rôle politique important dans l'histoire de la Provence, ce qui lui valut le surnom de « Versailles aixois ».
Jusqu'au XVIIIe siècle, de nombreux seigneurs, issus de grandes familles nobles de Provence, régnèrent sur Lambesc : au VIIIe, les Eldradiens, aux IXe et Xe siècles, les Porcelets d'Arles, aux XIe et XIIe siècles, les Pontevès des Baux, de 1453 à 1688, les Guise, et fut plusieurs fois co-seigneurie.

### Période moderne:XVIe,XVIIeetXVIIIesiècles
De 1453 à 1688, la baronnie de Lambesc appartient à la maison de Guise (branche de la Maison de Lorraine). Marie de Lorraine (1615-1688) la lègue, par testament du 6 février 1686, à Monsieur d’Armagnac, grand écuyer de France.
La baronnie regroupe plusieurs hameaux (la Chapusse, la Tour-de-Janet, Janet, Douau, Haut-Libran, la Font-d’Arles, Le Coussou, les Fedons, Suès et Garandeau) qui constituent ses arrière-fiefs. Ainsi Lambesc qui devient principauté (1688) va rester aux mains de la puissante famille des Lorraine de Brionne (1688-1789) jusqu'en 1789, année de la Révolution française.
En mai 1590, dans l’urgence d’une épidémie de peste naissante, une infirmerie de peste est créée aux Fédons. Cette dernière ne fut utilisée que durant trois à quatre mois.
En 1589, monsieur de La Valette fait le siège de la ville. Après 300 coups de canon donnés, la garnison de Esmenard de Vautubières capitule. Ce dernier ainsi que onze de ses hommes sont pendus sur place, payant ainsi le prix de leur fidélité à leurs seigneurs les ducs de Guise. Lambesc, bastion de la cause ultra-catholique, est occupée pendant plusieurs jours par les troupes royales de Henri III.
Sous les règnes de Louis XIV et de Louis XVI, Lambesc joua un rôle politique important dans l'histoire de la Provence. Pendant cent ans, de 1646 à 1786, les Assemblées générales des communautés du pays de Provence y siégèrent, ce qui valut à la cité le nom de « Versailles aixois ». On trouve encore de très beaux hôtels particuliers un peu partout dans la ville (hôtel de Cadenet Charleval, de Lauris des Taillades, de Pagy de Valbonne, de Faudran Laval, de Saint Chamas…).
L’épidémie de peste, qui s’est déclarée à Marseille en 1720, décime toute la Provence. Les hommes sont conscients de leur impuissance face à elle mais ne manquent pas de prendre des mesures draconiennes pour s’en prémunir. Cette psychose s'instaure à Lambesc et sa population en est marquée pendant plus d’un an comme en témoignent les nombreux actes de délibérations de la commune entre le 2 août 1720 et le 17 août 1721. Lambesc dut son salut à la phobie de ses consuls et aux initiatives préventives prises à l’encontre du fléau : interdiction de commercer avec les étrangers, nécessité d’ériger des barrières et des barricades pour enfermer la ville et les faubourgs, expulsion d’une famille de 15 Marseillais, désignation d’un chemin pour laisser une libre circulation aux étrangers afin d’éviter leur contact avec les Lambescain(e)s, construction de murs avec de la chaux et du sable aux portes et fenêtres désignées, mis en place d’une garde du terroir de plus de 40 hommes, sous le commandement du marquis de La Barben, achat pour 80 livres de drogues et médicaments, amendes données à quiconque ouvrira les portes ou fenêtres fermées aux étrangers, disposition d’une ligne de six soldats en direction de Saint-Cannat, une autre ligne en direction des Taillades et une autre en direction du chemin de Berre, sûreté assurée par la garde bourgeoise.
En 1741, sous l'impulsion de noble César de Cadenet, seigneur de Charleval, le territoire de Cadenet-Charleval se sépare de celui de Lambesc. La communauté de Valbonnette-lez-Charleval sera créée à l'initiative de 64 familles (appelées par le marquis) provenant du canton de Lambesc. Elle deviendra commune de Charleval en 1789.

### Révolution française

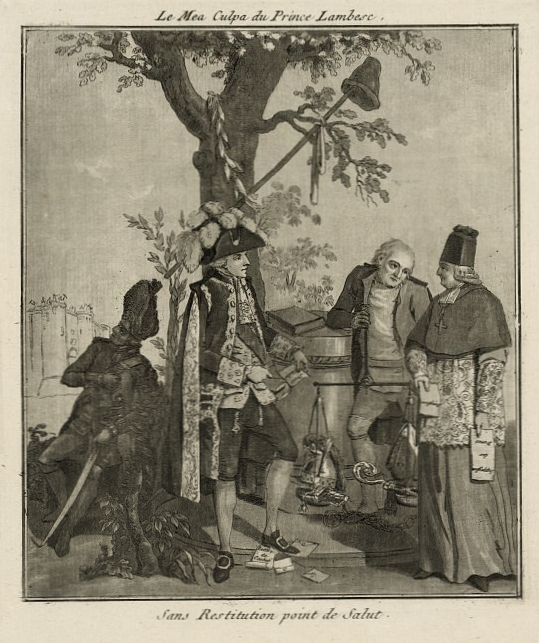
Charles Eugène de Lorraine.

Le 25 mars 1789, l’assemblée des habitants de Lambesc est convoquée par les consuls et son conseil, à l’hôtel du Janet (actuelle mairie), afin de rédiger un cahier de doléances. Sur les 790 chefs de famille convoqués, 725 se déplacent et sont cités sur le procès-verbal. Lambesc élit aussi ses 8 députés pour représenter la communauté le 2 avril pour participer à la rédaction d’un « cahier de doléances provincial ».
L'année 1790 marque un tournant dans l'histoire de la Principauté. Le 14 février 1790, la municipalité de Lambesc est renouvelée mais divisée en deux assemblées (royalistes et révolutionnaires), dont l’une se réunit à l’église des Trinitaires et l’autre dans la chapelle des Bourras, là où se tenait encore quelques années auparavant les assemblées générales des communautés du pays de Provence. M. Jaubert devient maire de la nouvelle municipalité. Le président de l’Assemblée nationale n’hésite pas, le 13 juin 1790, à envoyer son soutien au maire et aux officiers municipaux de la ville et leur fait part de la satisfaction de l’Assemblée nationale sur la conduite sage et mesurée qu’ils ont tenue et ce « malgré les troubles qui ont éclaté dans la cité à la suite de la résistance du régiment royal de la Marine (écarté de Marseille) et contre la nouvelle autorité en place ».
C’est cette même année que Lambesc devient chef-lieu de canton.
En 1793, un mouvement contre-révolutionnaire est mené à Lambesc par le vicaire Angelier, qui est quelque temps plus tard guillotiné avec d'autres comparses à Marseille. Cette période de troubles entre Fédérés et républicains, mène au sac du couvent de la ville par les révolutionnaires.
Les Fédéralistes ne tiennent pas devant les Républicains du général Carteaux. C'est au cours de ces âpres combats que Thérèse Figueur (alias Madame Sans-Gêne) en tenue de canonnier est arrêtée à Marseille et emmenée prisonnière à Lambesc malgré de très véhémentes protestations, desquelles son sobriquet puiserait son origine. La jeune fille soldat se voit confrontée à une alternative simple : l'enrôlement sous la bannière de la République ou la guillotine. Elle opte pour la première solution.
Des hôtes illustres y séjournèrent : en 1564, le roi Charles IX et la reine Catherine de Médicis, accompagnés du futur roi Henri III, et du prince de Navarre, futur Henri IV, y font un arrêt lors du grand tour de France effectué en début de règne par la cour royale. En 1631, le prince de Condé, en 1639, le prince Casimir de Pologne, en 1657 la reine Christine de Suède. Enfin, Mme de Sévigné vint plusieurs fois à Lambesc rendre visite à sa fille Françoise, épouse du comte de Grignan, lieutenant général du roi en Provence. Camille de Lorraine (1726-1788), frère de Charles-Louis de Lorraine, avant-dernier prince de Lambesc, de Marie de Lorraine (1671-1724), princesse de Monaco et de son frère, Louis-Alphonse-Ignace (1675-1704) appelé le « bailli de Lorraine » (1701).

### Depuis 1800
Le 31 mai 1807, la communauté de Suès (environ 100 personnes) est rattachée à Lambesc qui agrandit son territoire communal.
Le 4 mars 1886, le dernier ermite et « gardien » connu à Sainte-Anne de Goiron : Jean Cluny (1810-1886) décédait.
Au début des années 1900, Lambesc a 2 352 habitants, une carrière, une place de commerce de bestiaux, des fabriques de confitures et de conserves (l'ancienne conserverie Barbier et Dauphin, sise à l'actuelle place du Marché, au niveau de l'emplacement de la Poste actuelle, depuis 1989) et des huileries

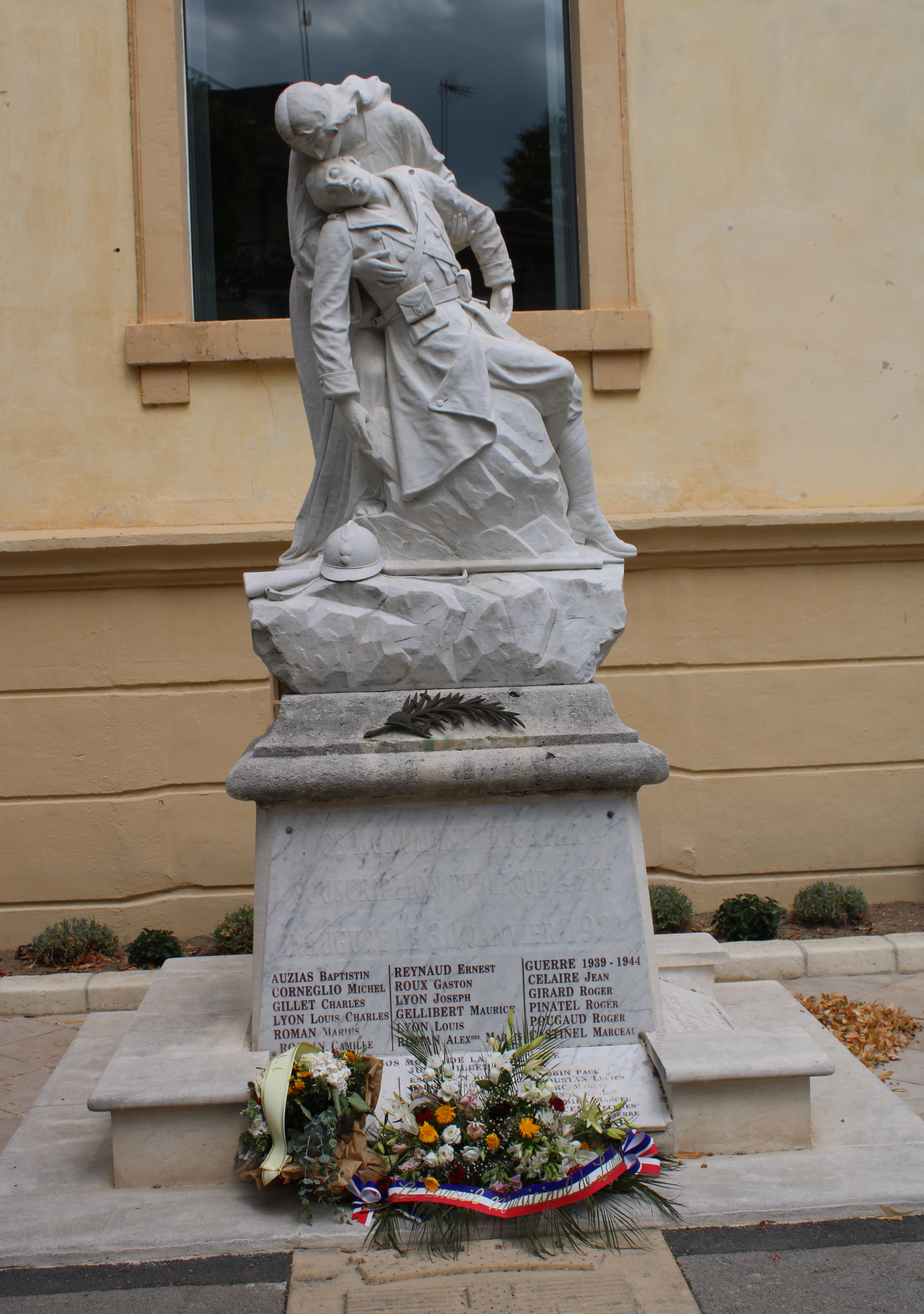
Le monument aux morts.

Le 11 juin 1909, une forte secousse tellurique (article détaillé) détruisit un grand nombre d'habitations entraînant la mort de 46 personnes à Lambesc et dans les localités voisines (Rognes, Saint-Cannat, Vernègues, Pélissanne...). Ce séisme, de magnitude proche de 6, s'est produit sur la faille de la Trévaresse (chevauchement).
Enfin, en 1944, la Résistance s'organise sur tout le canton de Lambesc, face à l'occupation allemande. Les Résistants se regroupent en maquis dès le 5 juin 1944. Sur le plateau de Manivert et sur celui de Sèze. Il en résulte de vifs accrochages le 12 juin 1944. De nombreux maquisards sont fusillés sur place ou arrêtés quelques jours après puis fusillés à divers endroits du canton où depuis, diverses stèles dusouvenir évoquent les martyrs tombés sous les balles allemandes.
Lambesc est sinistrée à 22 % par l'explosion d'un train de munitions allemand stationné en gare qui détruisit un grand nombre de maisons. Lambesc est citée à l'ordre de la division, avec attribution de la Croix de guerre 1939-1945, le 11 novembre 1948.

## Politique et administration

### Administration avant la Révolution
Le terroir de Lambesc regroupait pas moins de 22 fiefs. La gestion de la seigneurie était principalement assurée par les vassaux du prince d’une part, et pour ce qui touchait du domaine public, par les représentants de la communauté de Lambesc regroupés en un conseil général de la communauté (avec un régime municipal adopté depuis 1715).
Lambesc était une baronnie à l’origine. Du moins l'était-elle pour le Parlement de Provence qui siégeait à Aix. Le statut de la seigneurie de Lambesc était une véritable pomme de discorde avec la monarchie française qui la considérait, elle, comme une principauté autonome en Pays de Provence qu'elle avait créée.
Le prince de Lambesc, qui ne siégeait pas localement, était servi par les hobereaux locaux vivant dans leur fief. Ce sont eux que l’on retrouve au sein du conseil général de la communauté à côté des bourgeois et autres roturiers les plus influents de la ville. Ils sont parfois même à la tête de postes de consuls dans ce même conseil.
Le conseil se réunissait une fois par semaine et généralement le mardi. Une assemblée générale pouvait être convoquée exceptionnellement. La dernière fois ce fut le 25 mars 1789, à l’occasion de la convocation des États-Généraux. À la tête du conseil général de la communauté se trouvait un premier consul et deux adjoints (qui étaient consuls aussi) ; ceux-ci étaient élus parmi les représentants du conseil général pour une durée d’un an. Le premier consul s’occupait des affaires courantes. Les conseillers étaient cooptés annuellement et regroupaient une quinzaine d’individus. On y trouvait souvent d ’anciens consuls et des officiers subalternes ayant représenté le conseil dans leurs tâches quotidiennes. La cooptation d’un nouveau membre s’effectuait nominativement.
On procédait aussi à l’élection des responsables des fonctions municipales. Un maître greffier en chef et un greffier archiviste contrôlaient ces élections, et le notaire royal les ratifiait. Ces nouveaux administrateurs prêtaient serment et étaient acceptés ou rejetés par le juge de paix de Lambesc. Toutes ces personnes étaient rétribuées par la communauté.
En matière de justice, le prince de Lambesc (l'exerce, en théorie, en pariage avec le roi), par subrogation, nommait dans ses fonctions, un juge de paix qui siégeait en son prétoire de justice (hôtel Du Janet). Lorsque son poste était vacant, c’était le sénéchal d’Aix qui prenait toutes les dispositions nécessaires en ce domaine comme cela a pu être le cas, le 20 février, lorsqu'une lambescaine fut « retrouvée morte assassinée » sur le terroir le 18 février 1781. Le juge avait aussi le pouvoir, en application du règlement, d’empêcher la tenue du conseil général de la communauté s’il advenait que le nombre de conseillers requis n’était pas atteint. Pour cela, celui-ci ordonnait la réquisition par les consuls de la ville de plusieurs anciens conseillers hors charge pour atteindre le quorum fixé, et leur faisait prêter serment avant l’ouverture du conseil.
Le bras armé de la justice locale et royale était représenté par la maréchaussée. Cette dernière avait une brigade qui était composée de six cavaliers (1779). Il arrivait que le conseil de la communauté prenne aussi certaines mesures judiciaires extraordinaires. Il en avait aussi le pouvoir. Lambesc dépendait donc, du point de vue de ses finances, de l’intendance, de la viguerie et des recettes d’Aix, comme l’évoquait, dès 1766, l’abbé Expilly.
La trésorerie était mise aux enchères. Le candidat devait se procurer la somme fixée et la remettre au receveur de la viguerie d’Aix. D’autres charges étaient aussi affermées. Les recettes (malgré les taxes et impôts divers) étaient bien trop faibles pour faire face aux charges qu'avaient à supporter la communauté. En effet, les charges extraordinaires minaient perpétuellement le budget. Le conseil de la communauté devait avancer constamment aux étapiers l'argent du gîte et du couvert. Attendant d'une année sur l'autre que l'intendance d'Aix-en-Provence s'acquitte de cette avance. Enfin, la communauté devait supporter, entre autres et depuis 1646, le logement des députés lors des Assemblées générales des communautés du pays de Provence, ce qui dégradait un petit peu plus ses finances.
L’organisation de ces dernières étaient encore coûteuses pour la ville et la communauté de Lambesc. Le logement gratuit pour les députés était obligatoirement à la charge de la communauté ; mais le confort des hôtes de marque, la présence de puissants seigneurs du royaume de France lors de ces assemblées nécessitaient un sacrifice et un prix supplémentaire à payer, plongeant un peu plus la petite principauté de Lambesc dans un endettement incontournable. Ce n’est qu’à partir de 1760 que les consuls de Lambesc obtinrent pour leur communauté une indemnité annuelle de 600 livres, portée à 1 200 livres en 1765, afin d’aider à supporter les dépenses engendrées par la tenue de ces assemblées. Jadis, les auberges et autres logis avaient une capacité quasi-suffisante, mais il semble que ce soit vers les années 1770 que le problème du logement devienne rapidement inquiétant. En effet, de nombreux matelas sont fournis à l’occasion des assemblées : 69 sont sollicités en 1777, 99 en 1778. Le coup fatal est porté le 23 novembre 1785. En effet, le conseil de la communauté de Lambesc ratifie les nouveaux travaux à engager pour aménager de nouvelles chambres et de nouvelles fenêtres dans l’hôtel de Janet. Les pièces anciennes sont aussi subdivisées. Lambesc déjà trop endettée ne peut supporter de nouveaux frais pour la construction de logements. C’est donc en 1786, que sur un fond de « crise du logement », la tenue des assemblées est supprimée à Lambesc au profit de la ville d’Aix. Cette dernière disposait de logements suffisants et certes à moindre coût.
En décembre 1787, le conseil de la communauté de Lambesc réclame au prince de Lambesc, Charles-Eugène de Lorraine, son intervention afin d’assurer le maintien des assemblées générales de la province à Lambesc. Requête qui semble aussitôt satisfaite, puisque le 25 mars 1788 le conseil de la communauté de Lambesc enregistre l’ordonnance de monseigneur l’archevêque d’Aix qui fait demander à la communauté de Lambesc de faire bâtir un cordon de maisons (le long du boulevard National actuel). Les travaux sont engagés ; mais les troubles qui éclatent en Provence au lendemain de la Révolution française de 1789 ne permettent pas à Lambesc de recouvrer sa place de « capitale politique » de la Provence.

### Tendances politiques et résultats
Les résultats des élections municipales de 2008 :
Les résultats du premier et second tours :
- Ramond Bernard 32,16 % puis 43,05 % Liste UMP sortante « Pour Que Vive Lambesc »
- Bucki Jacques 24,64 % puis 56,95 % : Liste d'union de la gauche « Lambesc Pour Tous »
- Decorde Jean-Jacques 23,12 % : Liste Divers Droite « Lambesc Avenir »
- Labrouve Jean-Philippe 20,08 % : Liste sans étiquette « Lambesc Autrement ».

Lors des dernières élections municipales de 2014 :
Les résultats du premier et second tours :
- Ramond Bernard 35,80 % puis 44,89 % : Liste UMP « Pour Que Vive Lambesc »
- Bucki Jacques 30,73 % puis 38,72 % : Liste d'union de la gauche « Lambesc Pour Tous »
- Decorde Jean-Jacques 21.01 % puis 16,38 % : Liste Divers Droite « Lambesc Avenir »
- Jean Michel Carretero 12,44 % : Liste Front de Gauche « Une dynamique pour Lambesc ».

### Administration municipale
Voici ci-dessous le partage des sièges au sein du Conseil municipal de Lambesc:

### Liste des maires

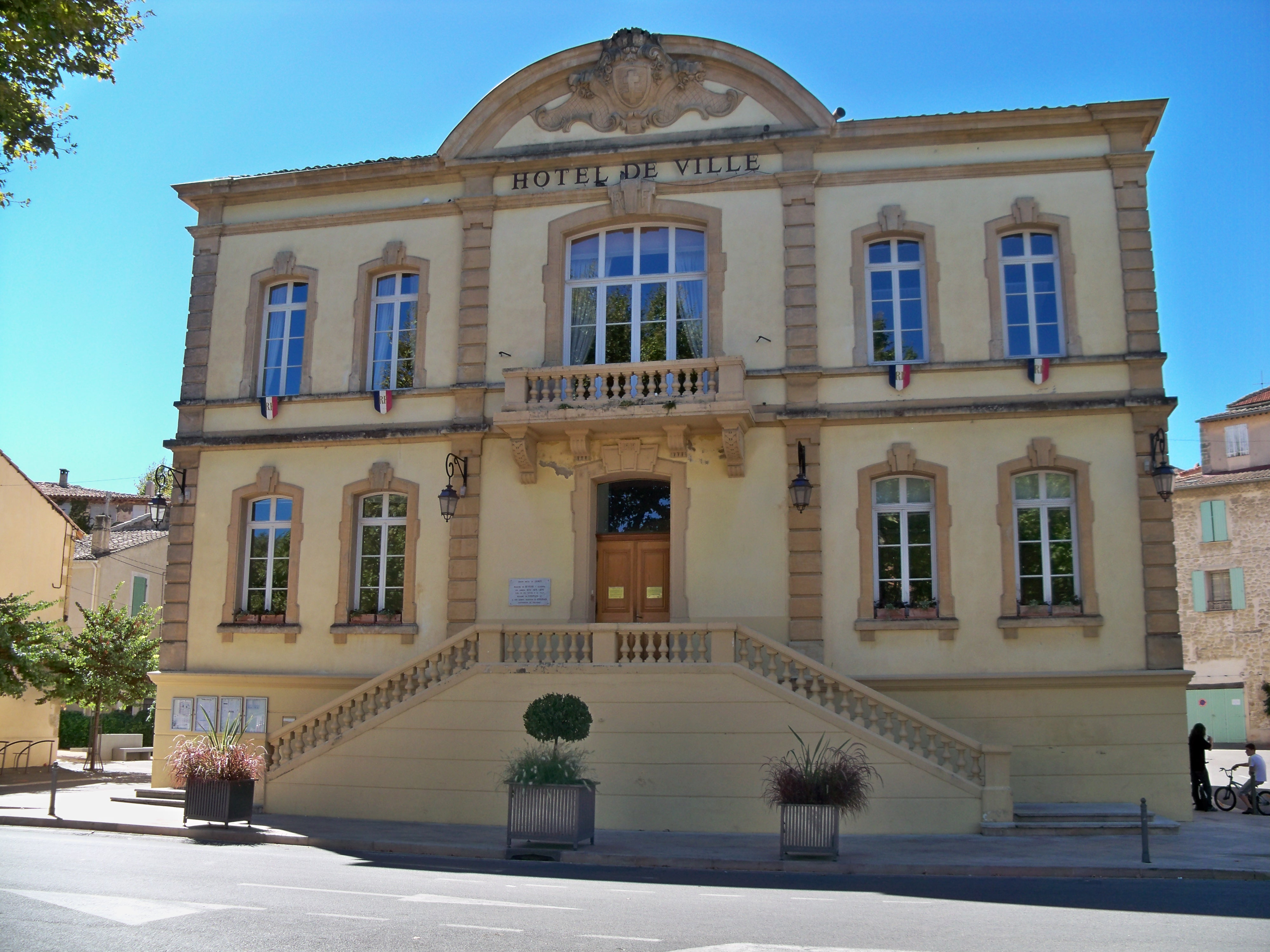
Mairie de Lambesc.

| Période    | Période    | Identité        | Étiquette    | Qualité                                                                                      |
| ---------- | ---------- | --------------- | ------------ | -------------------------------------------------------------------------------------------- |
| 1944       | 1947       | Remondin        |              |                                                                                              |
| 1947       | 1965       | Charles Serre   |              |                                                                                              |
| 1965       | 1995       | Gilbert Pauriol | PRG          | Vice-président du conseil général                                                            |
| 1995       | 2008       | Bernard Ramond  | RPR puis UMP | Vice-président de la communauté du Pays d'Aix, suppléant du député Léon Vachet               |
| mars 2008  | avril 2014 | Jacques Bucki   | PS           | Vice-pdt communauté du Pays d'Aix, délégué aux Economies d’énergie et énergies renouvelables |
| avril 2014 | En cours   | Bernard Ramond  | UMP-LR       | Médecin Vice-président de la Communauté du Pays d'Aix                                        |

### XXIesiècle- Administration et gestion
En 2001, La nouvelle municipalité élit en son sein le maire sortant avec sa majorité, Bernard RAMOND ; B.RAMOND reconduit en grande partie l'équipe administrative.
En 2008, avec l'élection d'une nouvelle équipe municipale, un nouveau Directeur général de service, M. René EMERAS, est recruté;
rapidement, après analyse des besoins d'administration de la ville, au vu sa population de plus de 8500 hab., 2 nouveaux postes de direction (Direction de la commande publique et des achats, Direction juridique) sont créés.
La commune a remis à disposition des associations lambescaines, notamment sportives, le COSEC, après la réalisation des travaux financés avec les impôts locaux et les subventions publiques régionales, de l'État et de l'Europe. En 2008, la municipalité a permis par sa volonté et sa participation active à la Ville de Lambesc de remporter le concours régional Premio organisé par Cap Energies (filiale d'EDF), faisant ainsi de Lambesc ville pilote en matière de développement durable.
En 2009, l'ouverture rapide d'une extension de la crèche de Lambesc, gérée par l'association lambescaine Familles rurales, pour répondre à la demande des parents sans solution de garde de leurs enfants pendant leur journée de travail, a été possible grâce à la volonté et au savoir-faire du personnel de la crèche et des dirigeants de l'Association en collaboration avec les élus et le personnel administratif. Il faut désormais prendre patience pour voir construire, aux normes HQE, selon les engagements de la municipalité actuelle, le bâtiment définitif qui hébergera les activités multi-accueil des enfants des Lambescains.
Un nouveau centre aéré a été inauguré à l'été 2009, géré par la Fédération des Amis de l'Instruction Laïque, et ce grâce au travail de la municipalité.
Second semestre 2009, fin des travaux d'aménagements routiers ITER sur la commune.

### Jumelages
La commune de Lambesc n'est jumelée avec aucune autre commune.

## Équipements et services publics

### Espaces publics

#### Le parc aux écureuils
Inauguré le 27 novembre 2021, il est composé essentiellement de grands pins de vingt mètres de hauteur, où les écureuils roux peuvent y trouver des refuges et à manger pendant quelques mois.

### Enseignement

#### Établissements scolaire
- École primaire Vincent-Van-Gogh,
- École primaire privée Jeanne-d'Arc,
- École primaire Jacques-Prévert,
- École maternelle les Écureuils,
- École maternelle la Ventarelle,
- Collège Jean-Guéhenno,
- Maison familiale rurale (Domaine de Garachon)[51].

Un nouveau lycée (1300 élèves) est programmé.

### Santé
Un pôle santé est en cours de construction.

## Population et société

### Démographie

#### Évolution démographique
L'évolution du nombre d'habitants est connue à travers les recensements de la population effectués dans la commune depuis 1793. Pour les communes de moins de 10 000 habitants, une enquête de recensement portant sur toute la population est réalisée tous les cinq ans, les populations de référence des années intermédiaires étant quant à elles estimées par interpolation ou extrapolation. Pour la commune, le premier recensement exhaustif entrant dans le cadre du nouveau dispositif a été réalisé en 2005.

En 2022, la commune comptait 9 951 habitants, en évolution de +3,04 % par rapport à 2016 (Bouches-du-Rhône : +2,48 %, France hors Mayotte : +2,11 %).
| 1793  | 1800  | 1806  | 1821  | 1831  | 1836  | 1841  | 1846  | 1851  |
| ----- | ----- | ----- | ----- | ----- | ----- | ----- | ----- | ----- |
| 3 636 | 4 060 | 3 800 | 3 830 | 3 898 | 3 810 | 3 587 | 4 118 | 3 747 |

| 1856  | 1861  | 1866  | 1872  | 1876  | 1881  | 1886  | 1891  | 1896  |
| ----- | ----- | ----- | ----- | ----- | ----- | ----- | ----- | ----- |
| 3 425 | 3 330 | 3 340 | 3 038 | 2 829 | 2 765 | 2 740 | 2 410 | 2 352 |

| 1901  | 1906  | 1911  | 1921  | 1926  | 1931  | 1936  | 1946  | 1954  |
| ----- | ----- | ----- | ----- | ----- | ----- | ----- | ----- | ----- |
| 2 630 | 2 369 | 2 432 | 2 022 | 2 010 | 1 992 | 1 961 | 1 967 | 2 109 |

| 1962  | 1968  | 1975  | 1982  | 1990  | 1999  | 2005  | 2006  | 2010  |
| ----- | ----- | ----- | ----- | ----- | ----- | ----- | ----- | ----- |
| 2 560 | 2 822 | 3 588 | 5 353 | 6 698 | 7 600 | 7 934 | 8 195 | 9 239 |

| 2015  | 2020   | 2022  | - | - | - | - | - | - |
| ----- | ------ | ----- | - | - | - | - | - | - |
| 9 584 | 10 018 | 9 951 | - | - | - | - | - | - |

#### Pyramide des âges
La population de la commune est plus âgée que celle du département. En 2018, le taux de personnes d'un âge inférieur à 30 ans s'élève à 31,8 %, soit en dessous de la moyenne départementale (35,3 %). À l'inverse, le taux de personnes d'âge supérieur à 60 ans est de 28,6 % la même année, alors qu'il est de 26,3 % au niveau départemental.
En 2018, la commune comptait 4 676 hommes pour 5 123 femmes, soit un taux de 52,28 % de femmes, légèrement supérieur au taux départemental (52,24 %).
Les pyramides des âges de la commune et du département s'établissent comme suit.
| Hommes | Classe d’âge | Femmes |
| ------ | ------------ | ------ |
| 0,7    | 90 ou +      | 2,2    |
| 6,9    | 75-89 ans    | 9,4    |
| 19,0   | 60-74 ans    | 18,7   |
| 21,0   | 45-59 ans    | 20,9   |
| 19,1   | 30-44 ans    | 18,2   |
| 15,0   | 15-29 ans    | 13,4   |
| 18,3   | 0-14 ans     | 17,2   |

| Hommes | Classe d’âge | Femmes |
| ------ | ------------ | ------ |
| 0,8    | 90 ou +      | 1,9    |
| 7,6    | 75-89 ans    | 9,8    |
| 16,2   | 60-74 ans    | 17,2   |
| 19,7   | 45-59 ans    | 19,5   |
| 18,8   | 30-44 ans    | 18,6   |
| 18,4   | 15-29 ans    | 16,9   |
| 18,6   | 0-14 ans     | 16,1   |

### Cultes
Deux cultes sont pratiqués à Lambesc, le culte catholique (le guide pastoral des 3 Pierres donnant les détails du fonctionnement de cette communauté) et le culte protestant.
Lambesc possède de nombreuses églises héritage de son passé catholique très fervent au Moyen Âge et aussi de son rôle historique entre 1646 et 1786 (sous les règnes de Louis XIV et de Louis XVI) avec la tenue des Assemblées générales des communautés du pays de Provence en lieu et place du Parlement de Provence dont le pouvoir central se méfiait. Ces Assemblées étaient placées sous la présidence des archevêques d’Aix, d’un ou de deux commissaires -dont l’un était toujours l’Intendant de Provence- et étaient formées des députés des communautés du comté de Provence.
On peut citer : la paroisse catholique de Notre-Dame-de-l'Assomption de Lambesc (saint patron : saint Eldrade) appartenant à l'unité pastorale des 3 Pierres (Lambesc, Rognes, Saint Cannat), le fonctionnement de cette église est expliqué dans le guide pastoral des 3 Pierres.
L'unité pastorale des 3 Pierres (dont le curé est Jean Luc Michel, le diacre est Roger Cobianchi est elle-même rattachée au diocèse d'Aix-en-Provence, l'église catholique de Lambesc possède deux webcams installées pour permettre aux fidèles empêchés d'assister à la messe dominicale, la Communauté des protestants] "EREIL" qui se réunit chapelle Saint-Roch.

### Situation, marchés et fête
Lambesc est située à vingt minutes d'Aix-en-Provence et de la Sainte-Victoire, à 45 minutes du Luberon (Gordes, Roussillon …), à une heure d'Avignon, de Marseille et de la Méditerranée, de la Camargue, des Alpes-de-Haute-Provence et du Var.
Un marché se tient, place des États-Généraux, le vendredi matin ; une foire artisanale à la mi-mars ; le 3e week-end de novembre se tient un marché aux santons ; un marché des produits de terroir, fin novembre et une foire aux plantes à la mi-avril. Fête du village, le 16 septembre.

### Équipement Culturel
La ville dispose des équipements culturels suivants : cinéma, complexe sportif, piscine, salle de spectacle, une médiathèque, et propose, grâce à une vie associative active, de nombreuses activités sportives, culturelles.
Économiquement orienté en partie vers le tourisme, la capacité d'hébergement de Lambesc est variée : hôtel, gîtes ruraux, chambres d'hôtes et camping.

## Économie

### Historique de l'économie locale
Sous l'Ancien Régime, l'agriculture se caractérise par la polyculture qui domine avec une culture typiquement méditerranéenne : les céréales, l’huile et le vin sont principalement produits. À la fin du XVIIIe siècle, le blé et l’huile sont les productions de base, mais, la culture du blé perd de plus en plus d’importance. D’ailleurs les agronomes provençaux suggèrent de cultiver l’olivier et la vigne. Déjà en 1766, l’abbé Expilly témoigne de cette tendance et situe Lambesc « dans une contrée très agréable abondante en vin et en huile d’olives ». Mais l'on relève aussi la culture des amandes, suivis des fourrages et de quelques mûriers.
L’élevage des ovicapridés était connu à Lambesc. La toponymie locale nous en a laissé des traces. Le « coussous », qui signifie les pâtis (pâturages, prés) atteste des lieux réservés aux cheptels d’ovins et de caprins. Il en est de même pour les « Fedons », terme qui semble s’être fossilisé après 1500, car ce quartier était appelé auparavant « Farriol ». Les « Fedons » (de fede : brebis), est un toponyme plus récent, qui signifierait donc l’endroit où les brebis mettaient bas. D’autres toponymes évoquent le chemin destiné aux troupeaux transhumants tels que celui de la « Carraire d’Arles ».
Bien avant la grande révolution industrielle, on enregistre sur les cadastres locaux près de la Concernade, vers 1777, que des nouvelles portions sont réservées uniquement à l’implantation des filatures de soie, de la fabrique de savon (La savonnerie) et celle de teinture du coton. Aux Taillades se trouvait une fabrique de soude, produit indispensable à la confection du savon. En 1787, Lambesc possède donc une fabrique de savon, deux chaudières et deux tuileries. On recense aussi sept moulins à huile intramuros, des moulins à blé le long de la Concernade, à Bertoire et près du Calvaire. Jusqu'en 1777, la pierre est exploitée aux « Grandes Aires » (avant que lui soit préférée momentanément par souci de coût, la pierre exploitée à Lamanon ou à Rognes) puis en 1786 au quartier des Peirières.
Selon le comte de Villeneuve, trois foires se tenaient à Lambesc, dont la principale, également citée par l’abbé Expilly, était celle du 9 octobre, jour de la fête de Saint-Denis, patron du pays.
Le 23 janvier 1763, les marchés se tenaient à Lambesc chaque mardi comme pour les villes de Pertuis, Cadenet et Rians. Cette décision répond à une requête des Lambescains présentée au Conseil d’État, le 17 juillet 1754, qui en avait d’abord établi son jour le mercredi, puis au conseil de la communauté qui avait statué pour le mardi.
Lambesc, avant toute chose, était une ville-étape. On y logeait, et c’était là la vocation principale de ses logis et auberges. Une vingtaine ont été recensés entre le XVIe et le XVIIIe siècle ; aujourd’hui, la seule auberge existant encore (avec sa véritable enseigne) est le « Bras d’Or ». Il faudra attendre l’arrivée du chemin de fer en Provence, au milieu du XIXe siècle, pour voir tous les principaux secteurs d’activités de l’économie locale de Lambesc - basés sur le trafic routier - ébranlés par cette « nouvelle révolution », entraînant notamment la fermeture des logis et des auberges, puis l’exode de sa population.

### L'économie locale aujourd'hui
Elle est orientée sur l'exploitation des carrières, de la vigne, des oliviers, des céréales, des cultures maraîchères et fruitières, la production de ses caves viticoles et de leur vin classé en AOC Coteaux d'Aix-en-Provence, de son miel, de son huile d'olive et de ses truffes. On y trouve une coopérative agricoles, une cave coopérative vinicole (la plus grande du département avec une production moyenne de 55 000hl). La pépinière du Lubéron est spécialisée dans la production de jeunes plants forestiers en godets forestiers.

## Culture locale et patrimoine

### Lieux et monuments

#### Monuments et édifices

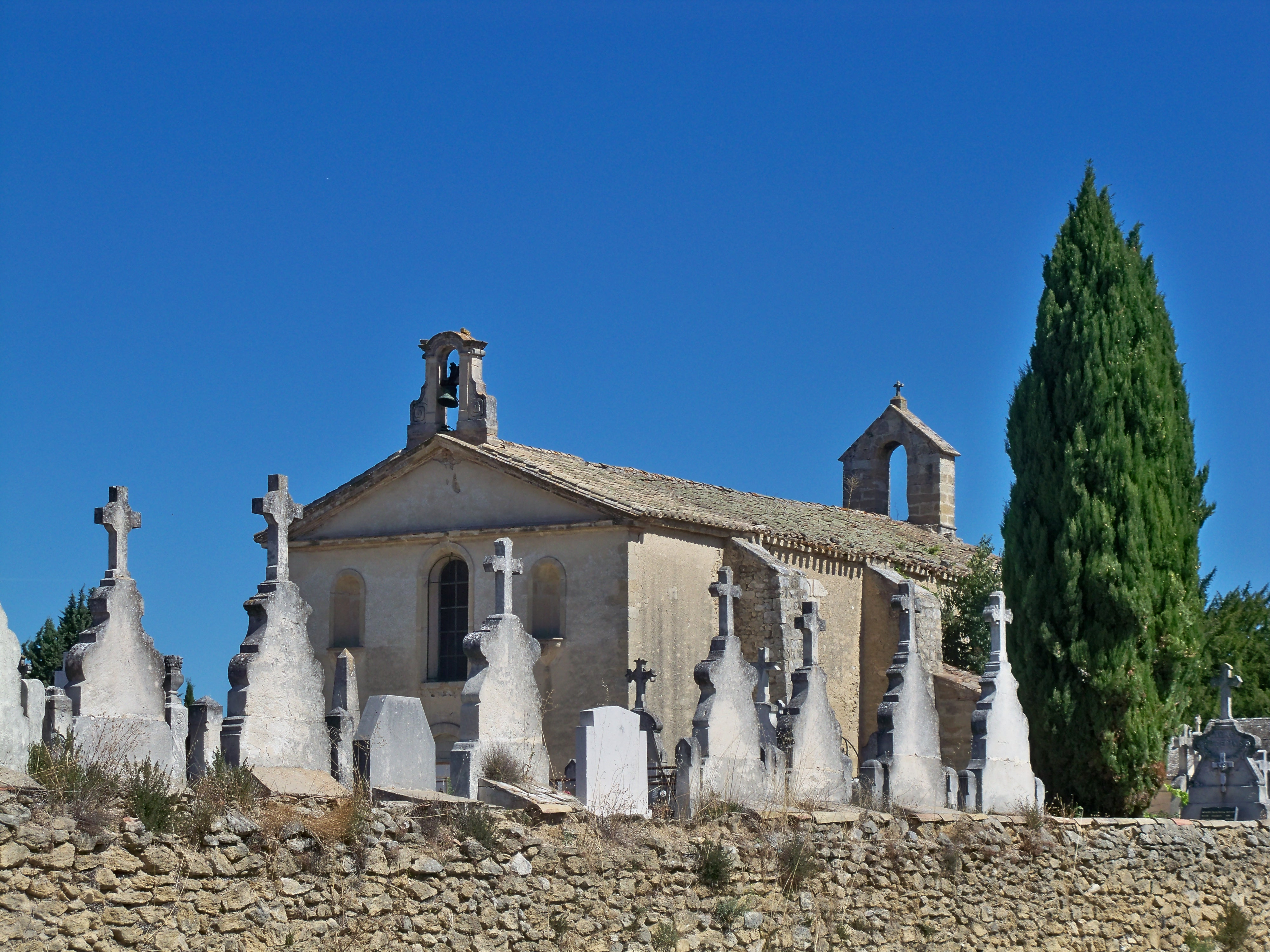
Chapelle Saint-Michel.

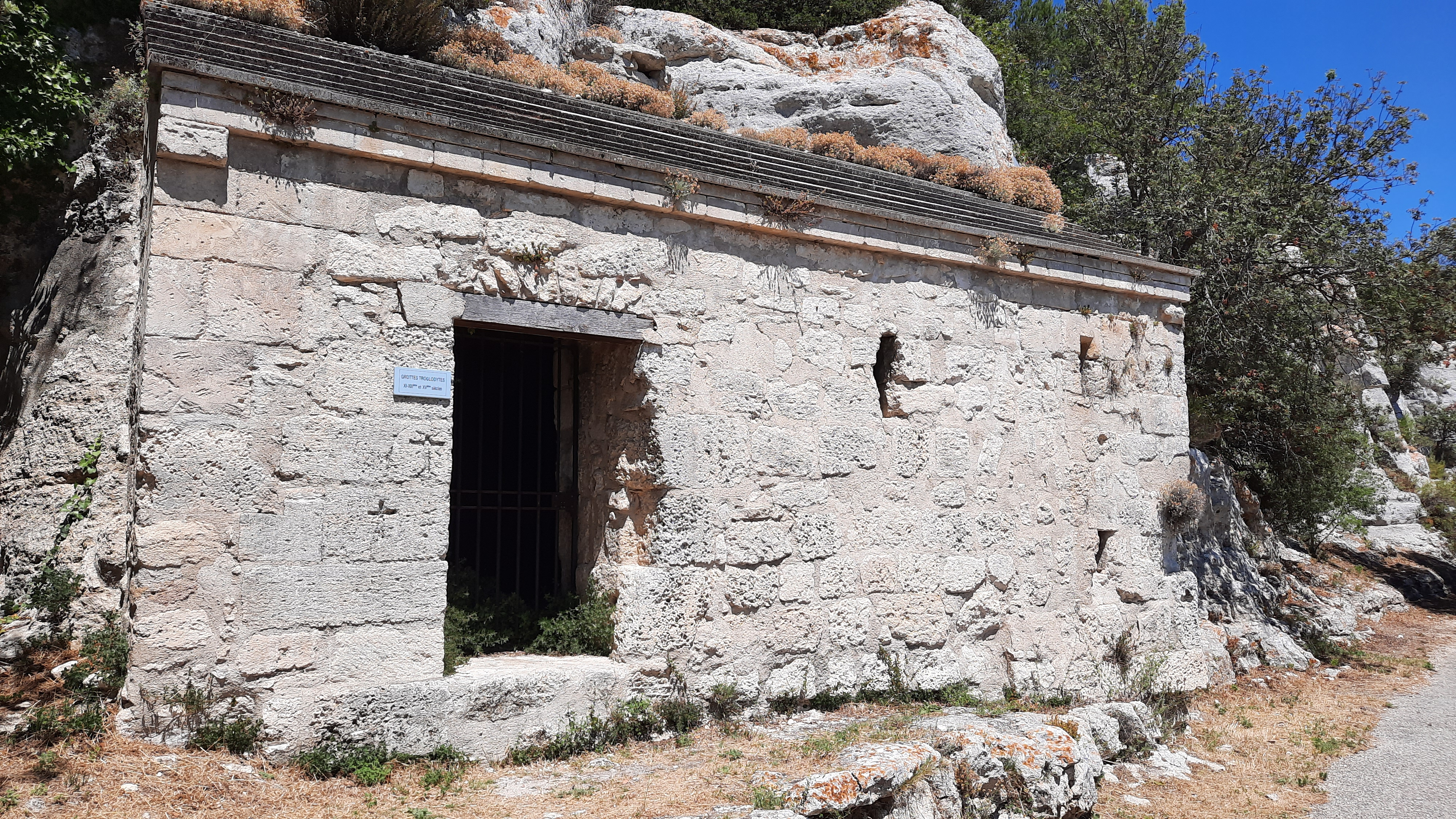
Entrée des habitats troglodytiques de Sainte-Anne-de-Goiron.

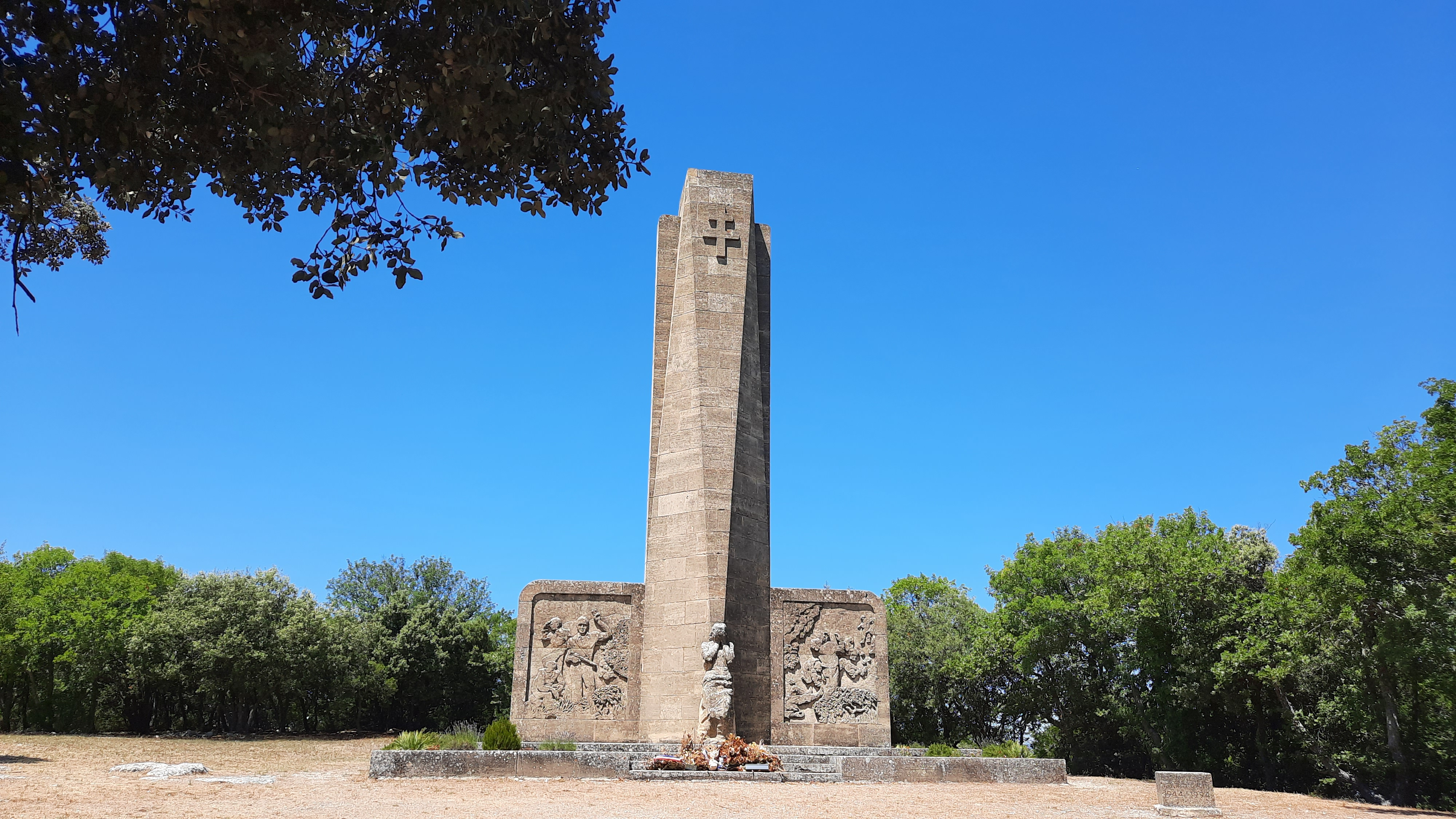
Monument à la Résistance du plateau Sainte-Anne.

De la période moderne, Lambesc a hérité de huit monuments et de nombreux tableaux classés historiques (visibles dans l'église).
On trouve encore sur la commune des oratoires, tels que celui de Saint-Roch (XVIIIe), Sainte-Anne (1777), inscrit au titre de monument historique, près de la chapelle ; Saint-Marc (1709), dans un mur de clôture du Château d'Aiguebelle ; Sainte-Thérèse (1629), non loin du couvent du Saint-Sacrement ; Saint-Suffren (1825) ; Notre-Dame-de-la-Rose (1680) ; du Sacré-Cœur de Jésus ; du Sacré-Cœur, Sainte-Croix, Sainte-Catherine, Sainte-Marie-Mère de l'Église.
Et un calvaire, dans le bois des Taillades.
Lambesc possède (ou a possédé) de nombreux édifices cultuels : église Notre-Dame-de-l'Assomption (XVIIIe siècle) (monument historique), remplace l'ancien édifice (chapelle Notre-Dame-de-la-Rose du XIIIe siècle) dont elle conserve le clocher (XVIe siècle), avec carré à mâchicoulis (flèche abattue en 1909), chapelle des Pénitents-Blancs (XVIIe siècle), ancienne chapelle des Pénitents-Gris (1640), rasée en 1905, chapelle Saint-Michel au cimetière (monument historique classé), chapelle Saint-Jacques de l'hôpital (1860), monastère des Pères Trinitaires (1512), couvent Sainte-Thérèse (1640).
À l'écart de Lambesc, on trouve également la chapelle votive Saint-Roch (1634)), reconstruite au XVIIe et au XVIIIe (IMH), la chapelle Sainte-Anne-de-Goiron (romane), ayant appartenu à Saint-Victor de Marseille jusqu’au début du XIIe, puis à Saint-André de Villeneuve-lès-Avignon, puis à Silvacane à la fin du XIIe siècle au XIIe siècle, l’abbaye Saint-André de Villeneuve-lès-Avignon. Classée monument historique, restaurée au XIXe, elle est construite dans un site sauvage (ancien lieu de pèlerinage pour la pluie), et se caractérise par une nef unique à trois travées voûtée en berceau brisé, abside en cul-de-four, deux chapelles gothiques formant transept, campanile triangulaire.
On y trouve des fontaines construites entre le XVIe et le XVIIIe siècle ; un lavoir du XVIe (MH), rue de la République. Le plus caractéristique est sa porte de ville du XVIe dite « tour du Jacquemard » (MH) bâtie sur l'ancienne enceinte du 14e et surmontée d'une horloge à automates de 1598, changés en 1882, et restaurée récemment ; de nombreux hôtels particuliers du XVIe et du XVIIe s. tels que l'ancien hôtel Pagy de Valbonne (IMH), restauré en 1635 et récemment : façade Renaissance, fenêtres à meneaux ; hôtels d'Arquier, de Cadenet-Charleval, d'Alamanon, de Faudran de Laval, de Lauris des Taillades, de Saint-Chamas. En campagne, le Domaine d'Aiguebelle du XVIIe (IMH) avec ailes du XVIIIe ; parc et statue de Neptune, bassins, trois fontaines (MH); le pavillon de Bidaine datant du XVIIe et ses jardins (IMH); les « châteaux » (de Béziers, de Libran, des Taillades, de Valbonnette, de Bonrecueil avec vestige d'un donjon plus ancien) ; le moulin de Bertoire ; le viaduc de Valbonnette ; les habitats troglodytiques de Sainte-Anne-de-Goiron (IMH) ; le monument à la Résistance, du plateau Sainte-Anne.

##### L'église Notre-Dame-de-l'Assomption (1700/1741)

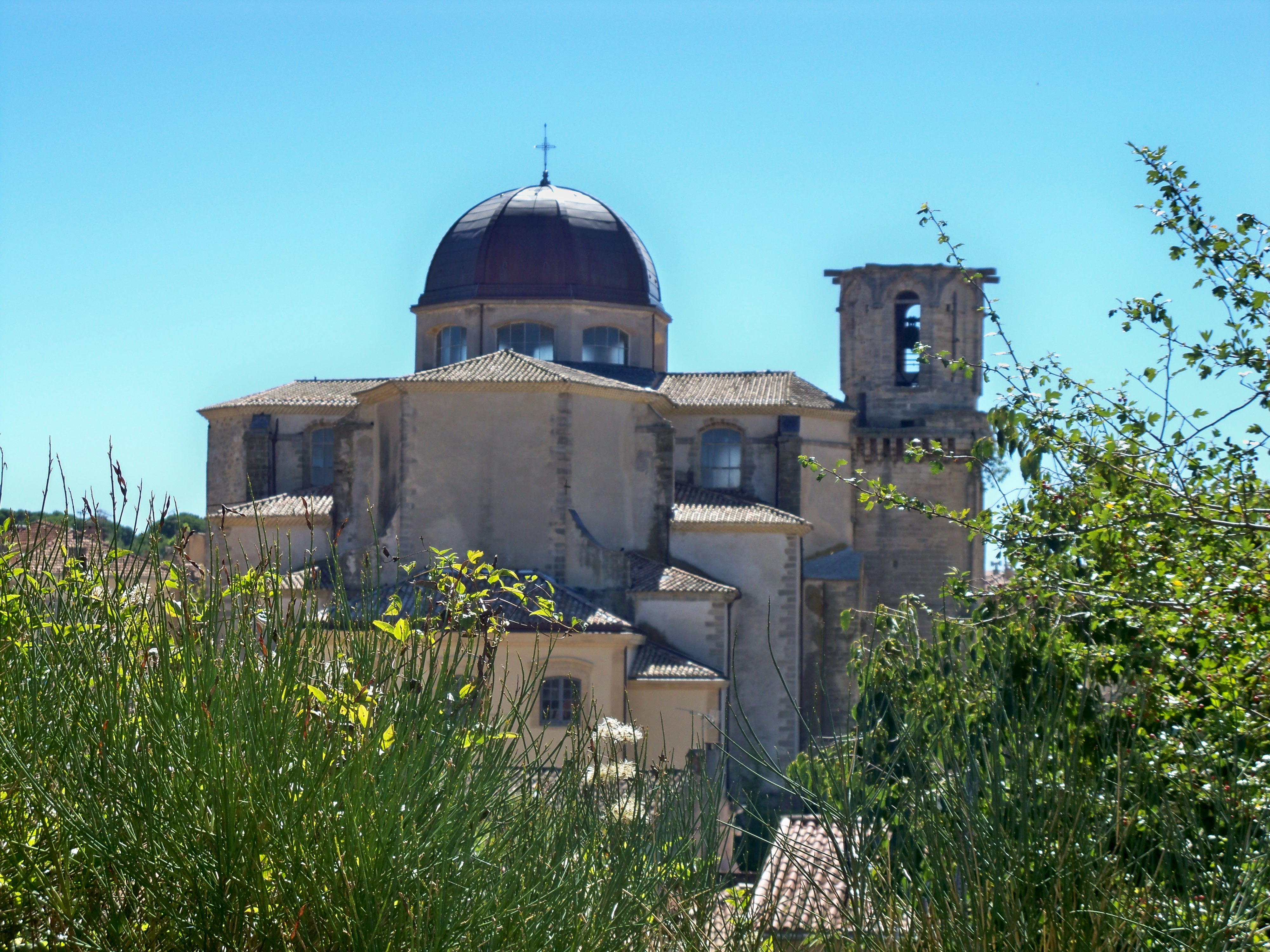
L'église Notre-Dame-de-l'Assomption.

L'église Notre-Dame-de-l'Assomption est intégrée au sein de l'« unité pastorale des trois pierres » : Lambesc, Rognes, Saint-Cannat,.
Elle est de style baroque. Elle possède un vaste dôme de forme octogonale qui lui confère une grande luminosité. Ses dimensions assez inhabituelles pour une église paroissiale, sont l'héritage du passé de Lambesc, à l'époque (XVIIe siècle) où la ville accueillait les Assemblées générales des Communautés de Provence.
Présence en son sein de dix chapelles ornées de beaux retables provençaux en bois sculpté et coloré représentatifs de l'art provençal (quatre d'entre eux) ou en marbre : chapelle de la Croix (avec une fresque œuvre de Jean-Joseph Kapeller), chapelle Saint-Michel ou saint-Crépin (statue de l'archange en bois doré de Bernus, retable vert et or, tableau de Michel-François Dandré-Bardon -1745), chapelle Sainte-Anne (retable en bois doré, tableau de Jean Baptiste de Faudran - La Visitation -1643), chapelle Notre-Dame-de-Lourdes (tableau de Nicolas Mignard représentant saint Jean de Matha, fondateur de l'ordre des Trinitaires -1636), Chapelle Sainte Thérèse, chapelle saint Joseph (autel et retable en marbre, tableau Mort de saint Joseph de Jean Daré -1649), chapelle du Rosaire (autel en marbre, tableau « Don du Rosaire » de Reynaud Levieux, chapelle du Sacré-Cœur (tableau : Vision de saint Blaise), chapelle de la Résurrection, chapelle Saint-Eldrad (saint patron de Lambesc et des bergers, tableau de Dandré Bardon -1742 Le miracle de saint Eldrad à la Novalaise), chapelle des âmes du purgatoire (retable où sont représentées les allégories de la bonne mort, tableau de Dandré Bardon -1745).

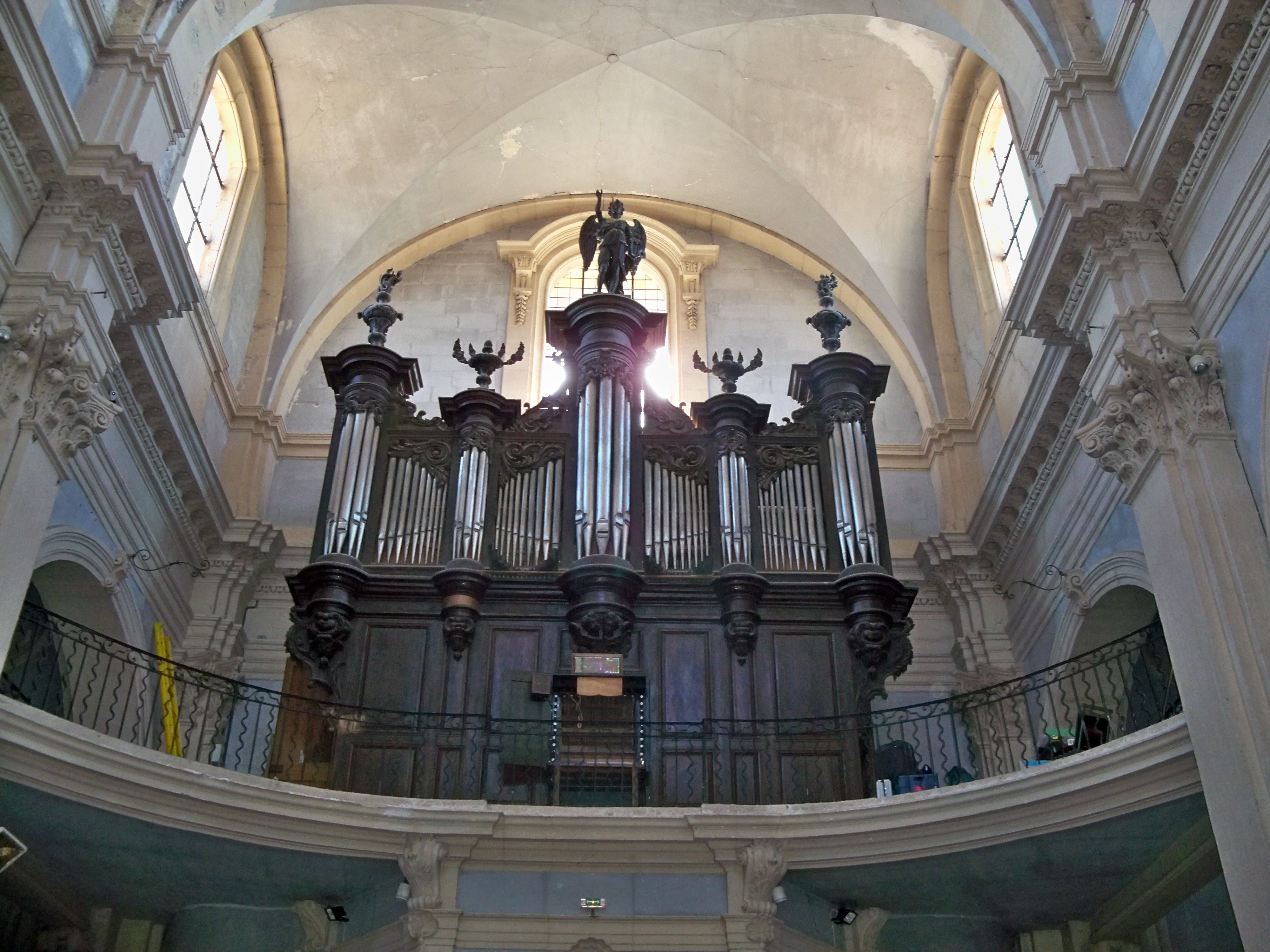
Orgue de l'église Notre-Dame-de-l'Assomption.

Elle possède une grande tribune dont le dimensionnement a obéi aux exigences d'accueil de la chorale de la cathédrale Saint-Sauveur d'Aix-en-Provence ainsi qu'un orgue à trois claviers (buffet de Valate, sculpteur d'Aix-en-Provence), œuvre de Joseph Isnard facteur d'orgue ayant construit ou participé à la construction d'autres grands orgues comme ceux de : église Saint-Maximin-la-Sainte-Baume, cathédrale Saint-André de Bordeaux, cathédrale d'Albi, Rodez. La restauration de l'orgue de Lambesc a été lancée en 2006.

##### Ancienne maison des chanoines trinitaires (1512)

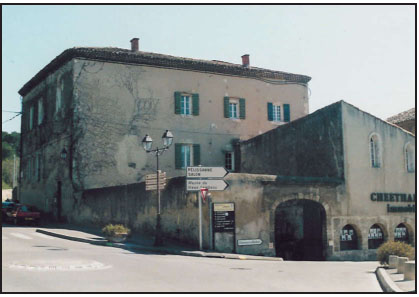
Ancienne maison des chanoines trinitaires.

Maison ou couvent des Pères de la Sainte-Trinité de Lambesc. Cette « maison » fut fondée au XVIe siècle (en 1512) à l’entrée sud du village. La route actuelle fut percée au début du XIXe siècle scindant une partie de l’enclos et du « couvent » en deux. De fait, une partie du cimetière qui s'y trouvait et la chapelle du cimetière furent arasés.
La communauté des Pères de la Sainte-Trinité regroupait en moyenne une douzaine de chanoines. Ils avaient aussi la responsabilité de l’hospice. Cet ordre, créé en France en 1198, par saint Jean de Matha et saint Félix de Valois, compte 81 maisons et 384 religieux. Il avait pour mission initiale de racheter les captifs chrétiens dans les États barbaresques. Après 1766, la commission des réguliers ferme plusieurs maisons dont 32 de trinitaires.

##### Couvent Sainte-Thérèse (1640)

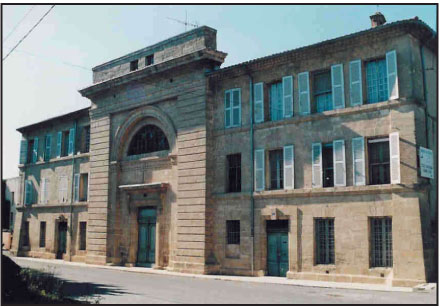
Le couvent Sainte-Thérèse.

Ce monastère accueillit les « dames religieuses Ursulines au mois d’août 1640 ». Le couvent Sainte-Thérèse fut fondé par la Maison de Lorraine. En 1757, le roi fait interdire les novices au couvent. En 1786, cette congrégation religieuse est supprimée ; ce qui motiva une requête de certains Lambescains auprès de madame la comtesse de Brionne afin d’assurer sa subsistance. La communauté voulut proposer le bâtiment pour y faire une école d’éducation des jeunes filles de nobles. Finalement, il fut décidé d’utiliser le bâtiment pour y accueillir les sœurs de Saint-Thomas de Villeneuve-de-Lamballe. L’archevêque d’Aix, monseigneur de Boisgelin, les y installa dès 1787.

#### Le Lavoir

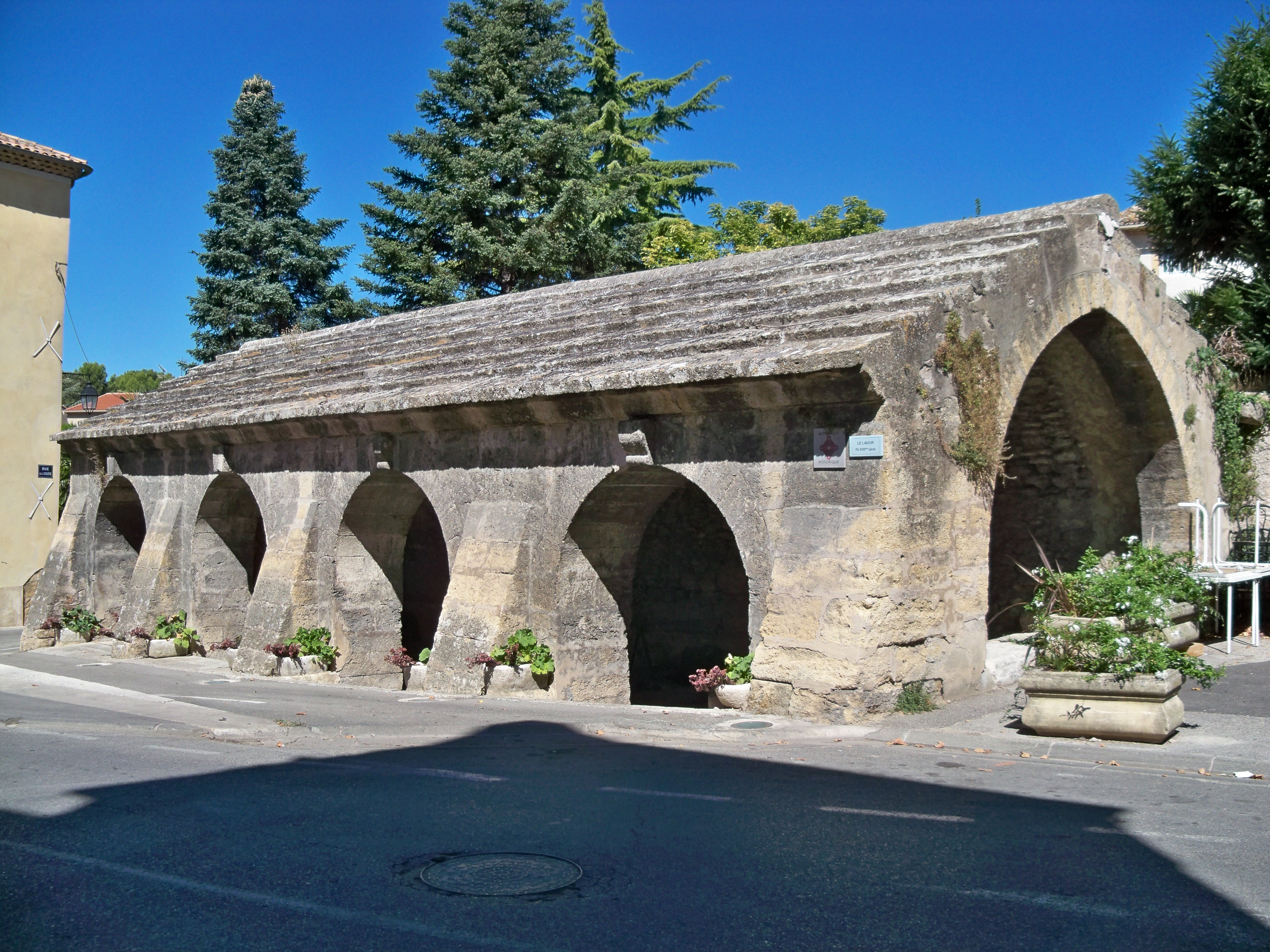
Lavoir communal.

Le lavoir communal de Lambesc date de 1759. Il est classé monument historique, depuis le 28 décembre 1984, pour son architecture, et ses dimensions imposantes. Sa toiture en lauzes est supporté par des voûtes en plein cintre. Le bâtiment est renforcé par des contreforts. Les quatre bassins sont alimentés par les eaux du Bono Font.

#### La Fontaine Bono Font

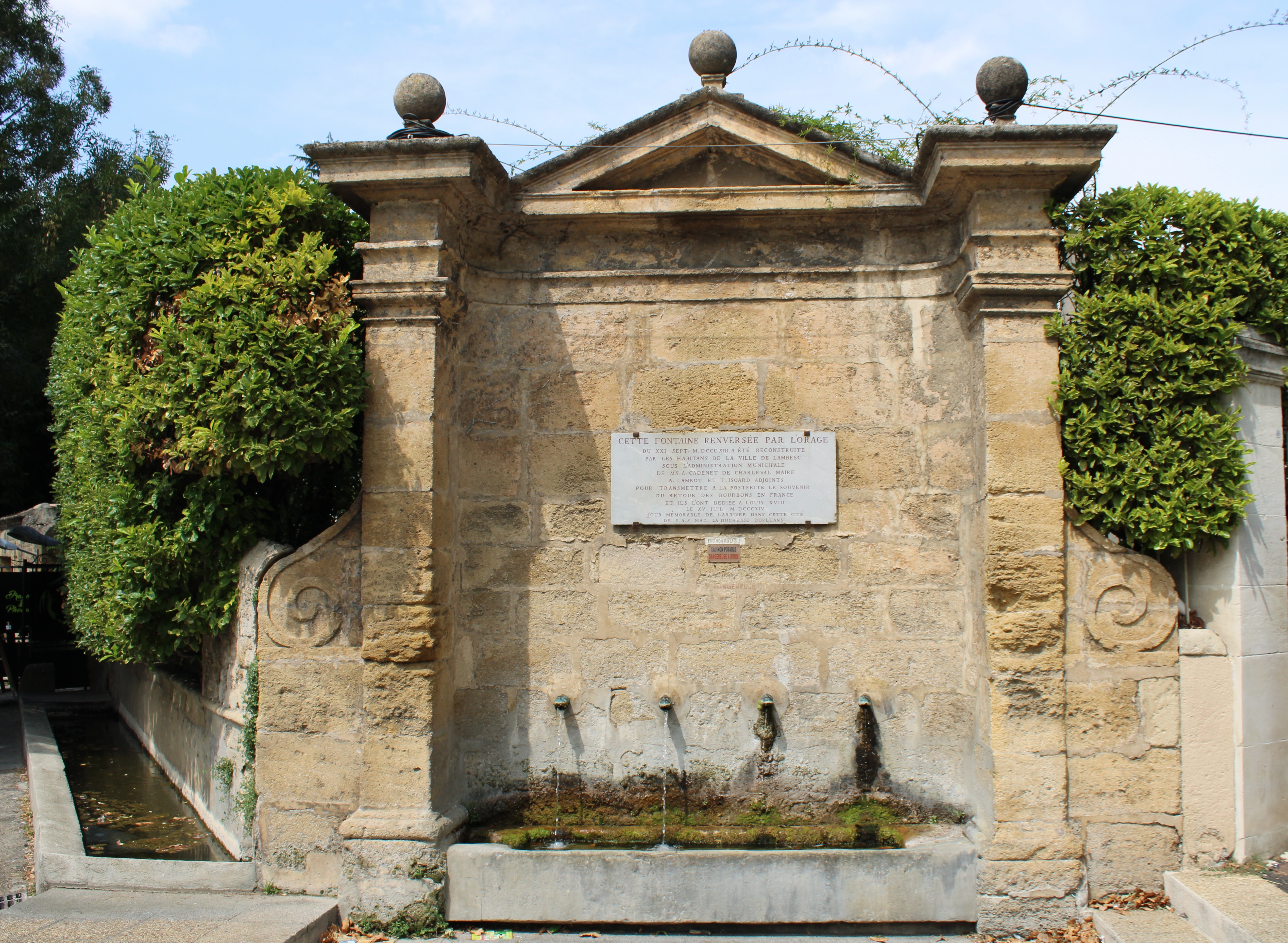
Fontaine Bono Font.

Cette fontaine du XVe siècle est l'ancienne fontaine communale, qui alimentait un abreuvoir. Détruite par la foudre en 1813, elle fut reconstruite.

#### Le Jacquemart

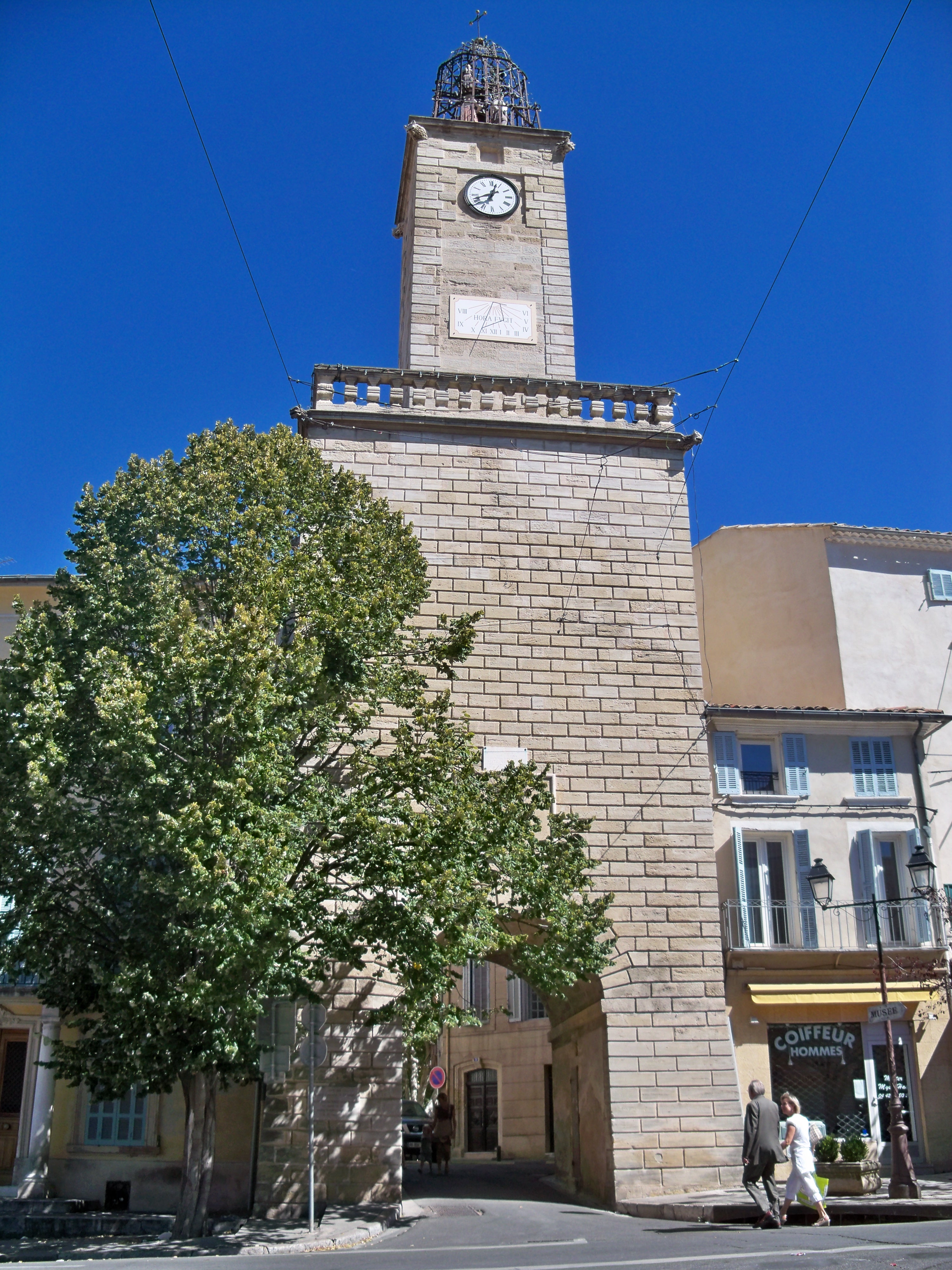
Tour Jacquemart sur la porte de Salon.

Cette tour carrée de l'horloge fut construite entre 1526 et 1646.
Le campanile en fer forgé est ornée de quatre personnages (en bois depuis la restauration de 1882), formant la famille Jacquemart : le père Jacquemart mesure 1,65 mètre, est forgeron ; la mère Margarido mesure 1,60 mètre. Elle porte la tenue paysanne en dentelle de Haute-Provence à chapeau à bord large, tout comme la fille Jacquet (1,05 mètre). Le fils Jacqueto, qui mesure 1,05 mètre est en costume de la Révolution.
Les parents sonnent les heures et les demi-heures. Les enfants sonnent les quarts d'heure.
Cette tour est classée monument historique depuis le 23 octobre 1989.

#### Les Moulins
Lambesc comptait sept moulins à eau intra-muros pour la fabrication de l’huile et trois moulins à vent pour le blé.

##### Le moulin à vent (sur le plateau de Bertoire) (1805)

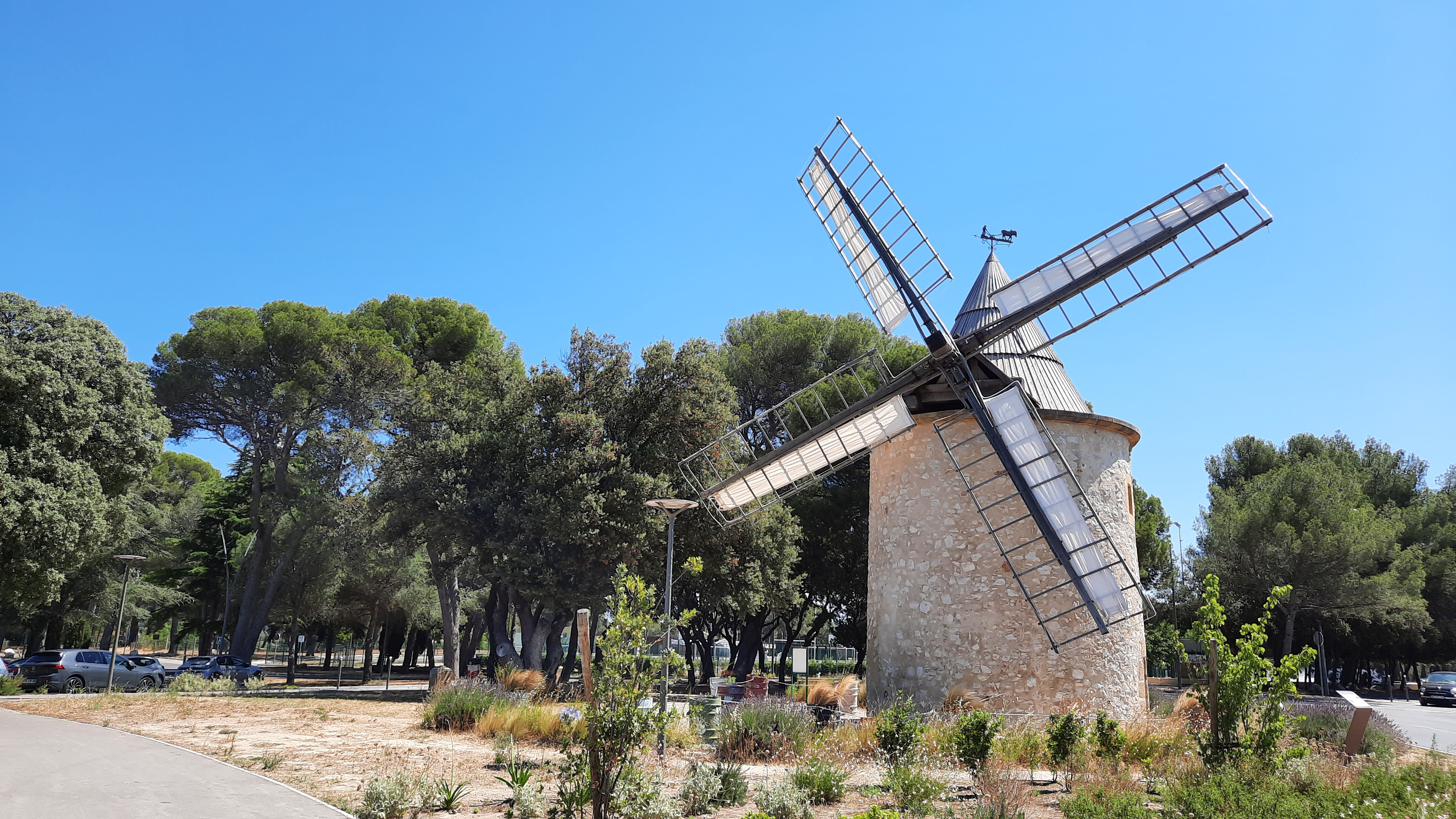
Le moulin de Bertoire.

Ce moulin à vent typique provençal XVIIIe siècle a été relativement bien conservé avec des meules qui datent de sa construction d'origine. Au vu des recherches généalogiques, une famille Lebre (Lambesc) a été le premier propriétaire, car un certain « Jean louis Martial Lebre » (né le 25/10/1816), meunier (et fils de meunier) est propriétaire de ce moulin, sise sur une parcelle cadastrée. Ensuite, le moulin est transmis à Louis Melchiade Lebre (fils de Jean-Louis), meunier (né le 10/12/1838 à Lambesc).
D’après les extraits de rôles des impôts, le moulin à vent de Bertoire a cessé de fonctionner en 1882.
Après une première tentative échouée de sa restauration vers 1982 par les amis du vieux Lambesc, l'Association Conservation du Patrimoine de Lambesc a repris la restauration de la tour du moulin, en s'appuyant financièrement sur des dons (entreprises, particuliers) faits à la Fondation du Patrimoine en 2009.
L'Association CPL a fait appel, en décembre 2010, à la Fondation du Patrimoine en France - délégation Provence - page du Moulin de Bertoire, pour lancer une souscription populaire, à compter de janvier 2011.
À partir d'octobre 2012, une équipe de charpentier-compagnon du tour de France a réalisé les travaux de conception et de construction des ailes, du mécanisme et du toit (cf. Les charpentiers de Reillanne - leur blog ou Les charpentiers de Reillanne - leur site Internet).
Le travail a d'abord débuté en atelier. La livraison des éléments sur site a eu lieu au printemps 2013.
Les travaux de rénovation ont été terminés en 2013.

### Personnalités liées à la commune
- Jean Castellan (Tourves, 1759 - Aix-en-Provence, 1837), ecclésiastique français, doyen de la faculté de théologie d'Aix, est curé de Lambesc de 1802 à 1809.
- Guillaume de Fonclare, écrivain français, né en 1968, a passé une grande partie de son enfance et son adolescence à Lambesc[77]..
- Yvette de Fonclare, écrivaine et poétesse, née en 1947, réside dans la ville de Lambesc.
- Ambroise Pascal Liotard (1810-1876), dit Pascal Liotard de Lambesc, statuaire, élève de David d'Angers. Né à Lambesc le 22 avril 1810[78] dans une famille d'artisans, surtout maçons, comme son père, et maréchaux-ferrants, comme son grand-père paternel, il expose notamment deux bustes au Salon de 1835 à Paris[79]. Il décède à Marseille le 17 février 1876[80]. Des œuvres de Liotard de Lambesc sont conservées à Marseille, Tarascon[81] et Saint-Rémy-de-Provence (Fontaine Nostradamus, 1859)[82].
- Charles-Eugène de Lorraine, prince de Lambesc et grand-écuyer de France (1761-1789) a été surnommé, à la suite des événements de 1789, le « sabreur de Lambesc ». Il meurt à Vienne sans postérité, le 21 novembre 1825.
- Pierre Hugues Victoire Merle (1766-1830), général des armées de la République et de l'Empire, mort dans cette commune.
- Barbara Morel, Miss Nationale 2011
- Antoine Pagi (1624-1699), Cordelier, chronologiste et auteur d'une Critique des Annales de Baronius (en latin, Critica historico-chronologica in Annales ecclesiasticos cardinalis Baronii, 1689-1705, 4 vol. in-fol), d'une Dissertation sur les consulats des empereurs romains et une Dissertatio hypatica, seu de consulibus Caesareis, 1682, Lyon, in-4e (sources : Billard L. : Les personnages illustres des Bouches-du-Rhône, 1993, éd. Bastion, p. 87. et A. Dumont-Castells, à paraître)
- Marie de Rabutin-Chantal dite « Madame de Sévigné » (1626-1696). Épistolière dont les 41 lettres font allusion à Lambesc et dont quatre furent écrites à Lambesc même lors de ses visites à sa fille, la comtesse de Grignan (en 1672, 1690, 1695).
- La famille Trintignant, Jean-Louis, Nadine et Marie.
- Émile Zola (1840-1902), écrivain et auteur entre autres des Mystères de Marseille (1867). Dans ce roman qui se veut une réplique des Mystères de Paris, Zola met en scène ses héros autour de trois villes telles que Marseille, Aix-en-Provence mais aussi Lambesc et sa campagne où un de ses héros vit.

### Héraldique
| Armes de Lambesc | Les armes de Lambesc se blasonnent ainsi : D'azur à la croix de Lorraine d'or. |